# Everest
Cette page contient des caractères spéciaux ou non latins. S’ils s’affichent mal (▯, ?, etc.), consultez la page d’aide Unicode.
Vous lisez un « bon article » labellisé en 2009.  Il fait partie d'un « thème de qualité ».
Pour les articles homonymes, voir Everest (homonymie).
L'Everest (tibétain : ཇོ་མོ་གླང་མ, Wylie : Jo mo glang ma, THL : Jomo lang ma / Chomolungma ; népalais : सगरमाथा, Sagarmāthā ; chinois simplifié : 珠穆朗玛 ; pinyin : Zhūmùlǎngmǎ), aussi appelé mont Everest (en anglais Mount Everest), est une montagne située dans la chaîne de l'Himalaya, à la frontière entre le Népal (province de Koshi) et la Chine (région autonome du Tibet).
Il est aperçu par des Européens pour la première fois en 1847 puis, après quelques années d'observations et de calculs, il est identifié comme le plus haut sommet du monde. Son altitude est établie à 8 849 mètres. Cette caractéristique lui vaut d'être baptisé de son nom actuel par les Occidentaux en 1865 en l'honneur de George Everest, arpenteur général des Indes orientales de 1830 à 1843, et, dès les années 1920, de susciter l'intérêt des alpinistes qui se lancent à l'assaut de ses faces. Plusieurs expéditions, en particulier britanniques, se succèdent depuis le versant nord au Tibet. Toutefois, les conditions météorologiques extrêmes font leurs premières victimes, parmi lesquelles George Mallory et Andrew Irvine, en 1924, dont on ne saura probablement jamais avec certitude s'ils ont atteint le sommet. En 1950, le Népal autorise l'accès à la montagne depuis le sud offrant des possibilités d'ascension par l'arête Sud-Est, moins périlleuse. Finalement, trois ans plus tard, le 29 mai 1953, Edmund Hillary et Tensing Norgay deviennent les premiers hommes à atteindre le sommet de l'Everest de manière certaine. Dès lors, les exploits en tous genres s'enchaînent, alimentant les fantasmes populaires ; mais, en 1996, une série d'accidents mortels vient rappeler les dangers liés à la montagne, portant de nos jours à plus de 200 le nombre de victimes. Pourtant, le tourisme de masse se généralise, fragilisant ce milieu naturel malgré les créations du parc national de Sagarmatha en 1976 et de la réserve naturelle du Qomolangma en 1988. Ainsi, plus de 14 000 alpinistes ont tenté l'ascension depuis 1922 et plus de 4 000 l'ont réussie, bien aidés, pour la majorité d'entre eux, par les porteurs sherpas et l'utilisation de bouteilles d'oxygène.

## Toponymie et étymologie
Identifié comme « pic B » à partir de 1847 (car le Kangchenjunga était considéré à cette époque comme le plus haut sommet du monde) puis appelé « pic XV » en 1849 (numération romaine de Michael Hennessy, arpenteur général britannique, nommant les sommets de la chaîne de l'Himalaya d'est en ouest), la montagne acquiert en 1865 son nom anglais qui lui est donné par Andrew Waugh, alors arpenteur général britannique des Indes orientales. Généralement, le nom local est respecté, à l'instar du Kangchenjunga et du Dhaulagiri, mais le Népal et le Tibet étant fermés aux voyageurs étrangers, il écrit :

« Mon respecté chef et prédécesseur le colonel Sir George Everest m'a enseigné à désigner tout objet géographique par son véritable nom local ou indigène. Mais voici une montagne, probablement la plus haute au monde, dont nous n'avons pu trouver aucun nom local. L'appellation indigène, si elle en a une, ne sera très probablement pas découverte avant que nous soyons autorisés à pénétrer au Népal. En attendant il m'incombe le privilège comme le devoir d'assigner… un nom, par lequel cette montagne puisse être connue des citoyens et des géographes et devenir un mot d'usage courant dans les nations civilisées. »

— Andrew Waugh, Proceedings of the Royal Geographical Society of London

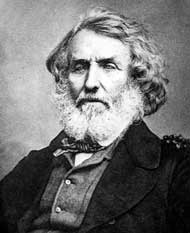
Portrait de George Everest.

Pourtant, de nombreux noms locaux existent, le plus connu étant probablement depuis plusieurs siècles l'appellation tibétaine Chomolungma figurant même sur une carte de 1733 publiée à Paris par le géographe français Jean-Baptiste Bourguignon d'Anville. Quoi qu'il en soit, Waugh prétexte qu'avec la pléthore de noms locaux, il aurait été difficile d'en favoriser un plus répandu parmi les autres,. Il décide alors de le baptiser du nom de son prédécesseur de 1830 à 1843, d'abord en utilisant l'orthographe Mont Everest puis Mount Everest. Pourtant, celui-ci objecte en 1857 que le nom est impossible à écrire en hindi ou à prononcer par les « natifs de l'Inde ». Malgré cela, la Royal Geographical Society l'entérine officiellement en 1865, soit un an avant la mort de George Everest. La prononciation anglaise moderne d'Everest (API : [ˈɛvərɪst] ou [ˈɛvrɪst]) est d'ailleurs différente de la prononciation du nom de famille qui était [ˈiːvrɪst]. La prononciation française, quant à elle, diffère encore de l'original, puisque l'on dit [ˈevrɛst].
Le nom tibétain est donc Chomolungma ou Qomolangma (ཇོ་མོ་གླིང་མ) signifiant la « Déesse (Chomo) mère (suffixe ma) des vents (lung) » et la translittération en chinois est Zhūmùlǎngmǎ Fēng (chinois simplifié : 珠穆朗玛峰, chinois traditionnel : 珠穆朗瑪峰) où Fēng signifie « sommet », tandis qu'une traduction littérale partielle donne Shèngmǔ Fēng (chinois simplifié : 圣母峰, chinois traditionnel : 聖母峰) signifiant « sommet de la déesse ». En chinois courant, on utilise fréquemment Zhū Fēng (珠峰), une version raccourcie du nom en longue forme Zhūmùlǎngmǎ Fēng. En ancien sanskrit, la montagne a pour nom Devgiri, en français « la montagne sainte », et Devadurga, prononcé en anglais deodungha au XIXe siècle. Au début des années 1960, le gouvernement népalais prend conscience que l'Everest n'a aucun nom népalais. Cette anomalie est due au fait que la montagne n'était pas connue dans la vallée de Katmandou et ses abords et n'avait donc pas de nom. Le gouvernement se décide alors à trouver un nom pour la montagne. Chomolangma, pourtant utilisé par les Sherpas, n'est pas acceptable car il aurait été contraire à l'idée d'unification du pays (« népalisation »). Aussi, un nouveau nom est inventé par Baburam Acharya : Sagarmāthā (सगरमाथा), en français la « tête du ciel ».
En 2002, le journal chinois Le Quotidien du Peuple publie un article alléguant un point de droit contre l'utilisation continue du nom anglais dans le monde occidental, insistant sur le fait que la montagne devrait être mentionnée par son nom tibétain. Le journal se justifie par le fait que le nom local précédait chronologiquement le nom anglais : le mont Qomolangma aurait été repéré selon eux sur une carte chinoise il y a plus de 280 ans. Dans le même ordre d'idées, une campagne menée entre autres par l'ancien premier ministre de l'Inde, Atal Bihari Vajpayee, a tenté de convaincre l'opinion que la montagne devrait être renommée d'après Radhanath Sikdar, l'auteur des calculs établissant l'altitude du sommet en 1852, mais la montagne n'étant pas en territoire indien, la dénomination a été rejetée.

## Géographie

### Situation

Carte de localisation de l'Everest dans l'Himalaya.

L'Everest s'élève à la frontière entre la ville-préfecture de Shigatsé dans la région autonome du Tibet en Chine et le district de Solukhumbu dans la province de Koshi au Népal. Il culmine à 8 849 mètres d'altitude dans le Mahalangur Himal, un massif de l'Himalaya, ce qui en fait le point culminant de l'Asie et le plus haut des sept sommets. Il se situe à 160 kilomètres à l'est-nord-est de Katmandou, 260 kilomètres à l'ouest-nord-ouest de Thimphou, 450 kilomètres à l'ouest-sud-ouest de Lhassa et environ 600 kilomètres au nord de Calcutta et du golfe du Bengale. Les sommets de plus de 8 000 mètres d'altitude les plus proches sont le Lhotse, avec 8 516 mètres d'altitude à trois kilomètres à vol d'oiseau au sud, le Makalu, avec 8 463 mètres d'altitude à vingt kilomètres à vol d'oiseau au sud-est, et le Cho Oyu, avec 8 201 mètres d'altitude à vingt-huit kilomètres à vol d'oiseau au nord-ouest.

### Topographie

#### Géomorphologie

Carte topographique de la région de l'Everest.

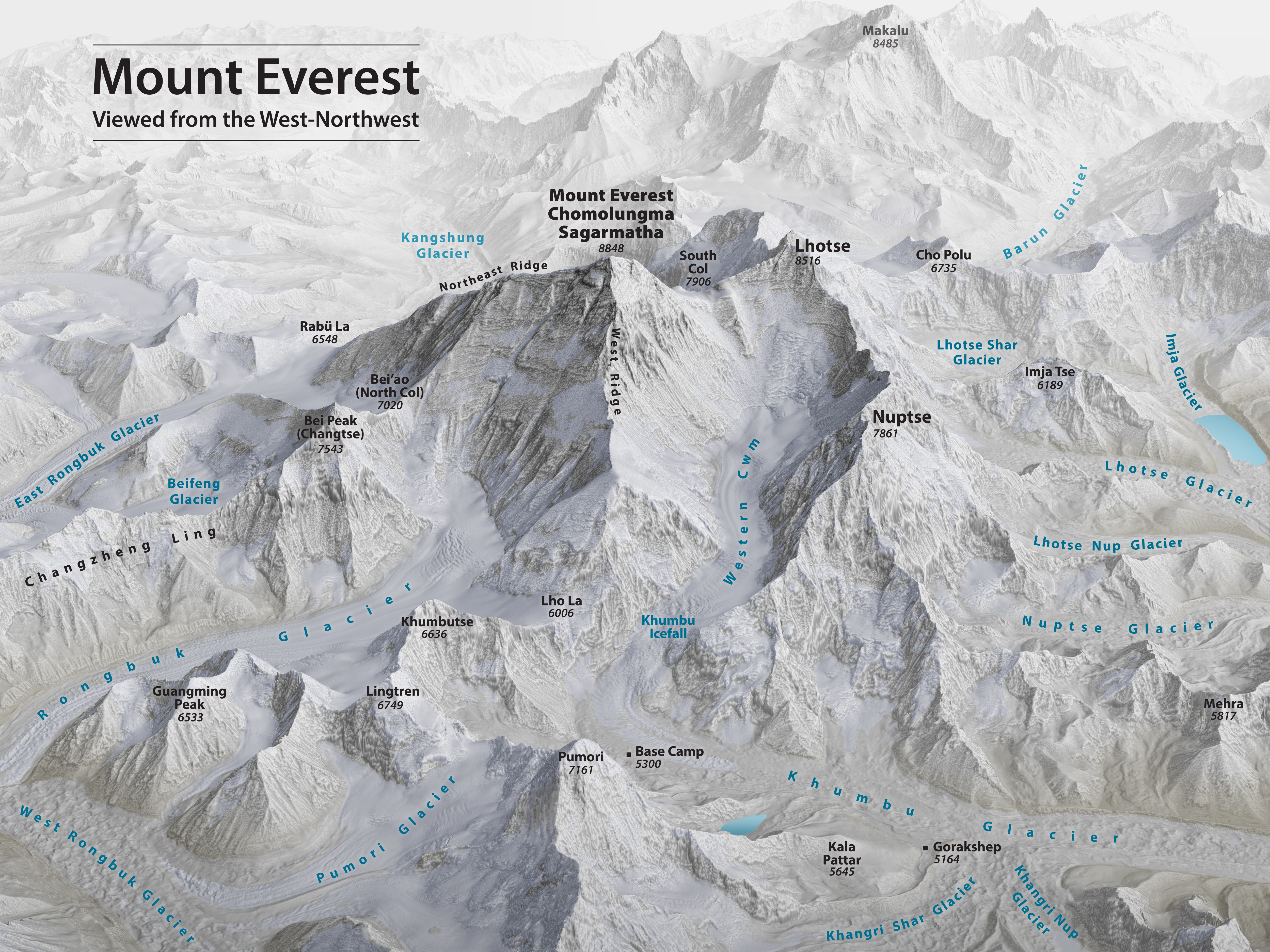
Représentation de l'Everest en trois dimensions.

Animation représentant l'Everest en trois dimensions.

L'Everest est un pic pyramidal. Il a été modelé par l'érosion, en particulier glaciaire. Il possède trois faces, la sud-ouest, la nord et l'est, séparées par autant d'arêtes quasi-rectilignes, l'ouest, la nord-est et la sud. Un glacier s'épanche de chacun des versants : respectivement le glacier du Khumbu au travers de la Western Cwm aussi appelée « vallée du Silence », le glacier du Rongbuk et le glacier de Kangshung. La face nord est la plus difficile d'accès car moins enneigée et plus rocheuse que la face sud-ouest. Elle abrite le couloir Hornbein et le Grand couloir appelé aussi couloir Norton. Les arêtes ouest et sud-est délimitent la frontière entre la république populaire de Chine et le Népal. L'arête nord-est relie le Changtse, culminant à 7 543 mètres d'altitude, via le col Nord situé à 7 020 mètres d'altitude. L'arête sud-est relie le Lhotse, culminant à 8 516 mètres d'altitude, via le sommet secondaire de l'Everest simplement appelé sommet Sud, culminant à 8 751 mètres d'altitude, et le col Sud situé à 7 904 mètres d'altitude tandis que l'arête ouest relie le Khumbutse, culminant à 6 636 mètres d'altitude, via l'Épaule occidentale et le col Lho-La situé à 6 026 mètres d'altitude.

#### Mesure de l'altitude et cartographie
En 1856, Andrew Waugh, l'arpenteur général des Indes orientales depuis 1843, annonce après plusieurs années de mesures menées dans le cadre du « grand projet de topographie trigonométrique » que le « pic XV » a été mesuré officiellement à 8 840 mètres d'altitude,.
En 1955, une étude indienne aboutit pour la première fois à la valeur de 8 848 mètres d'altitude. Comme l'équipe de Waugh, ils ont réalisé leurs mesures au moyen de théodolites mais ils ont eu l'avantage de pouvoir s'approcher beaucoup plus près de l'Everest. Cette altitude est confirmée en 1975 par une étude chinoise. Dans les deux cas, c'est le manteau neigeux qui a été pris en considération.

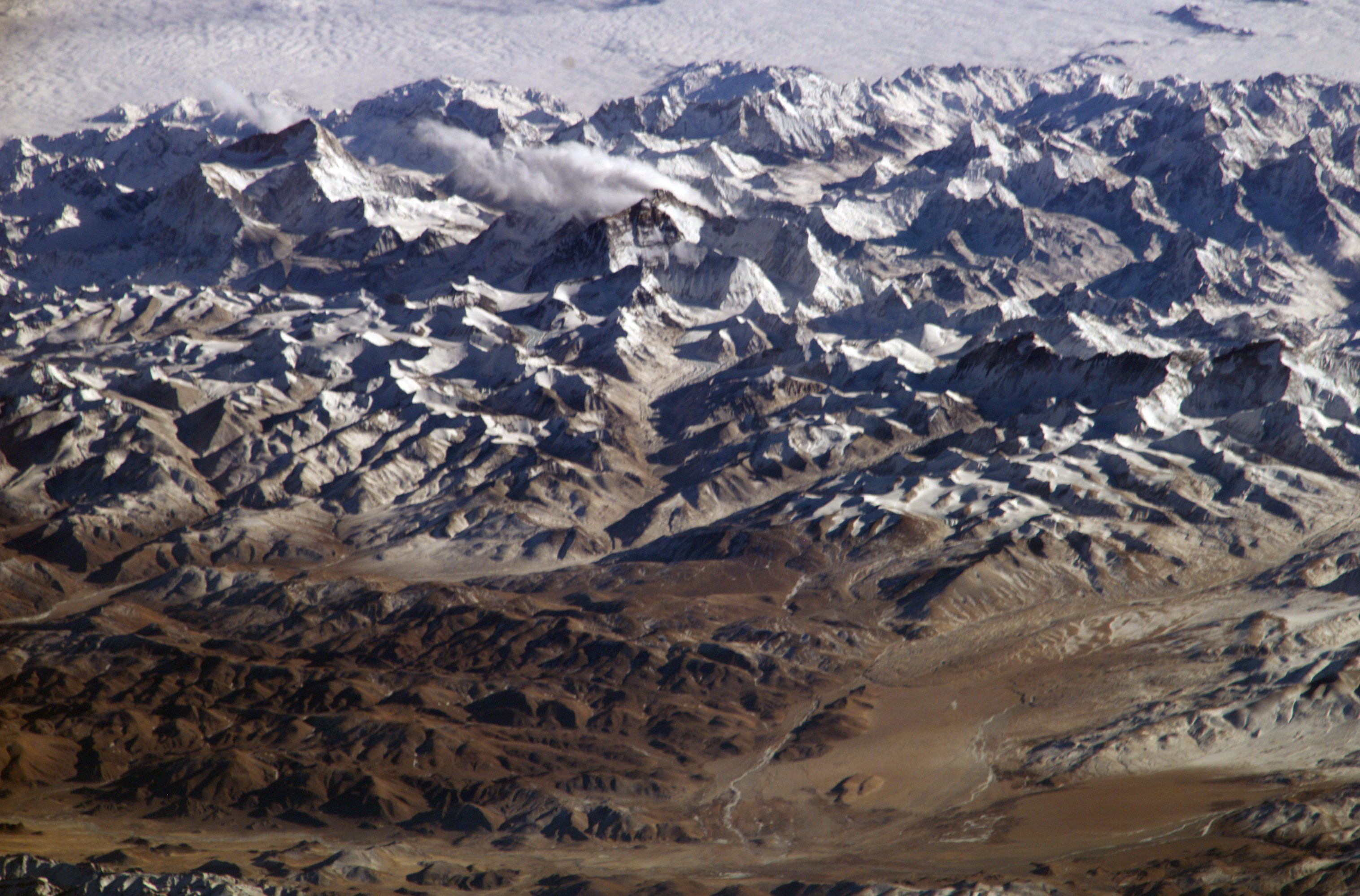
Vue d'une partie de l'Himalaya et du plateau Tibétain prise depuis la Station spatiale internationale.

En mai 1999, une expédition américaine menée par Bradford Washburn enfouit une balise GPS dans la roche. Acceptée par la National Geographic Society, elle permet de déterminer à 8 849,87 mètres d'altitude le sommet rocheux et à un mètre l'épaisseur de la couverture de glace et de neige. Le 9 octobre 2005, après plusieurs mois de mesures et de calculs, le bureau national de topographie et de cartographie de la république populaire de Chine annonce officiellement que l'altitude de l'Everest est de 8 844,43 mètres ± 0,21 mètre. Les autorités proclament qu'il s'agit de la mesure la plus précise jamais effectuée. Les résultats de Bian Qiantao, chercheur à l'Institut de géologie et de géophysique de l'Académie chinoise des sciences suggèrent que l'Himalaya et le plateau Tibétain ne continueront pas à s'élever indéfiniment. Pourtant, cette nouvelle valeur ajoutée aux 3,5 mètres d'épaisseur de glace et de neige rencontrée par l'équipe chinoise est en accord avec l'altitude de 8 848 mètres que continue de reconnaître le gouvernement népalais. En décembre 2020, une nouvelle altitude officielle est conjointement annoncée par les autorités chinoises et népalaises à 8 848,86 mètres sur la base de travaux bilatéraux.
Toutefois, l'épaisseur du manteau neigeux varie en fonction du temps, ce qui rend la mesure de l'altitude durablement impossible avec la précision énoncée en 1999 et 2005. Pour autant, l'altitude du sommet rocheux est tout aussi incertaine en raison de la forme du géoïde et des ondulations de la croûte terrestre. De plus, à moindre échelle, des mouvements tectoniques sont à l'origine d'une augmentation de l'altitude de quatre millimètres par an ainsi que d'un déplacement latéral de l'ordre de trois à six millimètres par an en direction du nord-est,, voire de vingt-sept millimètres selon une autre source. Une étude menée en 2022 estime l'épaisseur de neige au sommet à environ 9,5 mètres, mais cette valeur varie grandement selon les études successives.
Une carte photogrammétrique détaillée à l'échelle 1:50000e de la région de Khumbu incluant le versant sud de l'Everest a été réalisée dans le cadre de l'expédition internationale en Himalaya de 1955 par Erwin Schneider qui en a profité pour tenter l'ascension du Lhotse. Une carte topographique de l'Everest encore plus détaillée a été produite à la fin des années 1980 sous la direction de Bradford Washburn, à l'aide de photographies aériennes.

#### Comparaisons

Schéma comparatif des dimensions de l'Everest, du Mauna Kea sur l'île de Hawaï et de l'Olympus Mons sur Mars.

L'Everest est le plus haut sommet du monde depuis le niveau de la mer. Toutefois, d'autres montagnes peuvent prétendre au titre de plus haute montagne de la Terre suivant les critères utilisés.
On considère par exemple que le Mauna Kea sur l'île de Hawaï est la plus haute montagne à partir de sa base. En effet, même si elle ne dépasse que de 4 205 mètres le niveau de la mer, elle s'élève à 10 200 mètres au-dessus du plancher océanique,.
Par la même mesure de la base au sommet, le mont McKinley situé en Alaska est aussi plus haut que l'Everest. Malgré son altitude de 6 190 mètres, il s'élève au-dessus d'un plateau de 300 à 900 mètres d'altitude, ce qui lui confère une élévation verticale par rapport à sa base de 5 300 à 5 900 mètres. Par comparaison, l'Everest s'élève de 3 650 à 4 650 mètres au-dessus du plateau Tibétain.
De son côté, le Chimborazo, culminant à 6 268 mètres d'altitude en Équateur à un peu plus d'un degré de latitude Sud, est le sommet le plus éloigné du centre de la Terre : il en est distant de 6 384,4 kilomètres contre 6 382,3 kilomètres en ce qui concerne l'Everest, soit une différence de 2 168 mètres due au renflement de la sphère terrestre au niveau de l'équateur,,.
Quoi qu'il en soit, l'Everest est loin d'être le relief possédant l'altitude la plus élevée dans le système solaire : sur Vénus, les Maxwell Montes culminent à environ 11 000 mètres alors que le record absolu est détenu par l'Olympus Mons sur Mars avec 21 229 mètres d'altitude.

### Géologie

#### Orogenèse

Carte illustrant le déplacement du sous-continent indien vers le reste de l'Asie jusqu'à la collision des deux masses continentales, respectivement portées par les plaques indienne et eurasienne, qui donna naissance à plusieurs chaînes de montagnes dont l'Himalaya.

L'Everest s'est formé, comme l'ensemble de l'Himalaya, au cours de l'orogenèse alpine. La convergence de la plaque indienne vers la plaque eurasienne a contribué à la fermeture de la Téthys à partir de l'Éocène, il y a environ 50 millions d'années, et s'est soldée par la collision des masses continentales du sous-continent indien avec le reste du continent asiatique. La plaque indienne, plus petite et plus légère, continue de plonger sous la plaque eurasienne au rythme de trois centimètres par an et ainsi la croûte continentale pousse et soulève la chaîne himalayenne de quelques millimètres par an. La pression a créé un métamorphisme des roches en profondeur.

#### Pétrologie
Les roches de l'Everest sont divisées en trois formations géologiques. Ces unités sont séparées par des failles normales de détachement le long desquelles elles coulissent. Du sommet à la base, il s'agit des formations de Qomolangma, du Col Nord et de Rongbuk,.
La formation de Qomolangma s'étend du sommet jusqu'à l'altitude de 8 600 mètres. Elle est également connue sous les noms de formation de l'Everest ou de Jolmo Lungama. Elle consiste en une alternance de couches calcaires et de dolomies recristallisées parallèles de couleur gris foncé, grisâtres ou blanches avec des traces d'argiles et de siltites. La présence de fragments microscopiques de crinoïdes a été découverte à l'intérieur de ces calcaires. Plus tard, des analyses pétrographiques d'échantillons de calcaires datant de l'Ordovicien prélevés près du sommet ont mis en évidence une composition à base de grains carbonatés et de fragments de trilobites, de crinoïdes et d'ostracodes. D'autres échantillons se sont révélés trop altérés et recristallisés pour que leur composition d'origine puisse être reconstituée. La formation de Qomolangma est fractionnée par plusieurs failles inverses qui se terminent au niveau de la faille normale dite du « détachement de Qomolangma ». La partie inférieure de cette formation, en contact avec la zone de détachement, est fortement déformée sur une épaisseur moyenne de cinq mètres,.

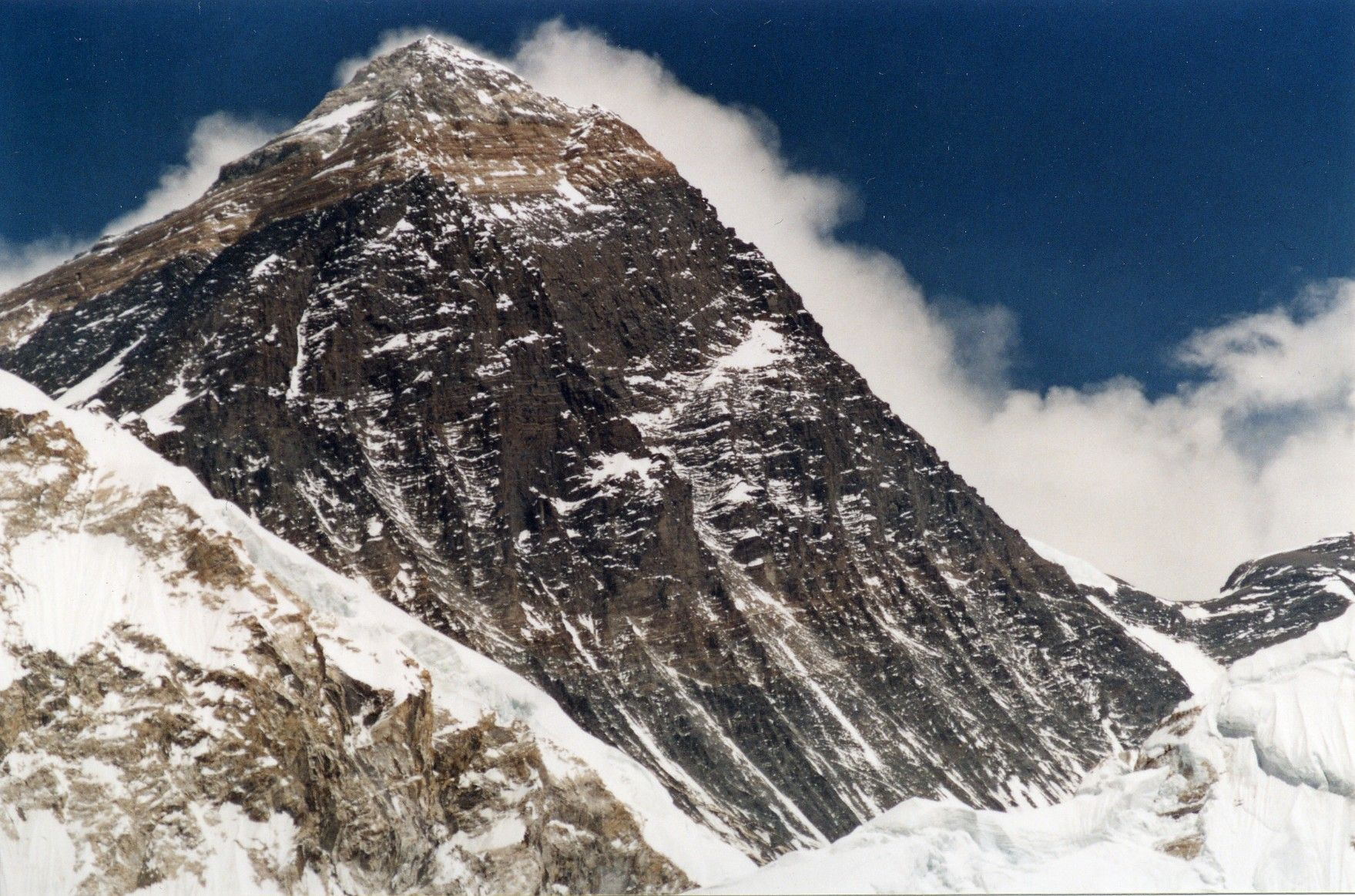
Vue du sommet de l'Everest montrant la Yellow Band qui sépare les roches sédimentaires claires du sommet des roches métamorphiques foncées à la base.

La formation du Col Nord est divisée en deux ou trois parties. Entre 8 600 et 8 200 mètres d'altitude, la Yellow Band, littéralement « bande jaune » en français, consiste en une séquence de strates de marbres à base de diopside-épidote d'un brun-jaune bien distinctif, intercalées avec des phyllites à base de muscovite-biotite, et des semischistes. L'étude pétrographique des marbres collectés à 8 300 mètres d'altitude a mis en évidence que les débris fossiles calcaires à entroques recristallisés constituent au moins 5 % de la roche. La partie supérieure de la Yellow Band en contact avec la zone de détachement de Qomolangma est elle aussi fortement déformée sur une épaisseur de cinq mètres. Une faille en brèche de cinq à quarante centimètres de largeur la sépare de la formation de Qomolangma,. Entre 8 200 et 7 600 mètres d'altitude, la formation du Col Nord est constituée d'une alternance de phyllites à base de biotite-quartz et de chlorite-biotite et dans une moindre mesure de micaschistes à base de biotite-séricite-quartz ; entre 7 600 et 7 000 mètres d'altitude, elle est composée de micaschistes à base de biotite-quartz, d'épidote-quartz et de biotite-calcite-quartz, et de fines strates de marbres à quartzose. Ces roches métamorphiques sont le résultat d'un métamorphisme dans une mer profonde de flyschs composés de sédiments de mudstone, de schiste, de grès argileux, de grès calcaires, de grauwacke et de sables calcaires. La faille normale qui délimite la partie inférieure de la formation du Col Nord est une zone de détachement régionale appelée « détachement du Lhotse »,.
La formation de Rongbuk, en dessous de 7 000 mètres d'altitude, forme la base de l'Everest. Elle est constituée de micaschistes à orthose-sillimanite et de gneiss avec de nombreuses intrusions sous forme de sill et de dyke à base de leucogranite dont l'épaisseur varie d'un centimètre à 1 500 mètres,.

### Climat
Les conditions climatiques sur l'Everest sont extrêmes. En janvier, mois le plus froid, la température au sommet est en moyenne de −36 °C et le ressenti peut être de −60 °C. En juillet, mois le plus chaud, la température moyenne est de −19 °C et il gèle en permanence.
De juin à septembre, l'Everest subit la mousson. Le vent et les précipitations proviennent de l'océan Indien au sud. Des masses de nuages et de violentes tempêtes de neige s'abattent fréquemment à cette époque de l'année. De novembre-décembre à février-mars, les courants-jets à dominante sud-ouest redescendent depuis le nord. Des vents violents balayent le sommet à plus de 285 km/h. Durant les saisons intermédiaires, habituellement plus sèches et propices à l'ascension du sommet, des tempêtes peuvent toutefois se produire et surprendre les alpinistes avec des vents chargés de sable ou parfois des chutes de trois mètres de neige en vingt-quatre heures. Ainsi, à la fin de l'hiver et au cours du printemps, les vents d'ouest sont dominants. Un air chargé d'humidité s'élève le long des versants méridionaux de l'Himalaya et se condense en formant un nuage blanc et effilé en direction de l'est. Lorsque le vent souffle à 80 km/h environ, le nuage est à hauteur du sommet ; en dessous de cette vitesse, il s'élève tandis que si le vent souffle plus fort, le nuage est plus bas.
Le camp de base du versant Sud, aux alentours de 5 300 mètres d'altitude, reçoit en moyenne 450 millimètres de précipitations par an.
Le changement climatique a des conséquences sur l'Everest. Les glaciers autour de la montagne ont perdu en moyenne 100 mètres d’épaisseur depuis les années 1960. « Aujourd’hui ces glaciers couvrent une superficie totale de 419 km2. C’est 21 km2 de moins qu’en 1962, explique Owen King, glaciologue. La perte de glace se produit désormais à des altitudes extrêmes, supérieures à 6 000 mètres, accélérant encore cette tendance. »

### Faune et flore

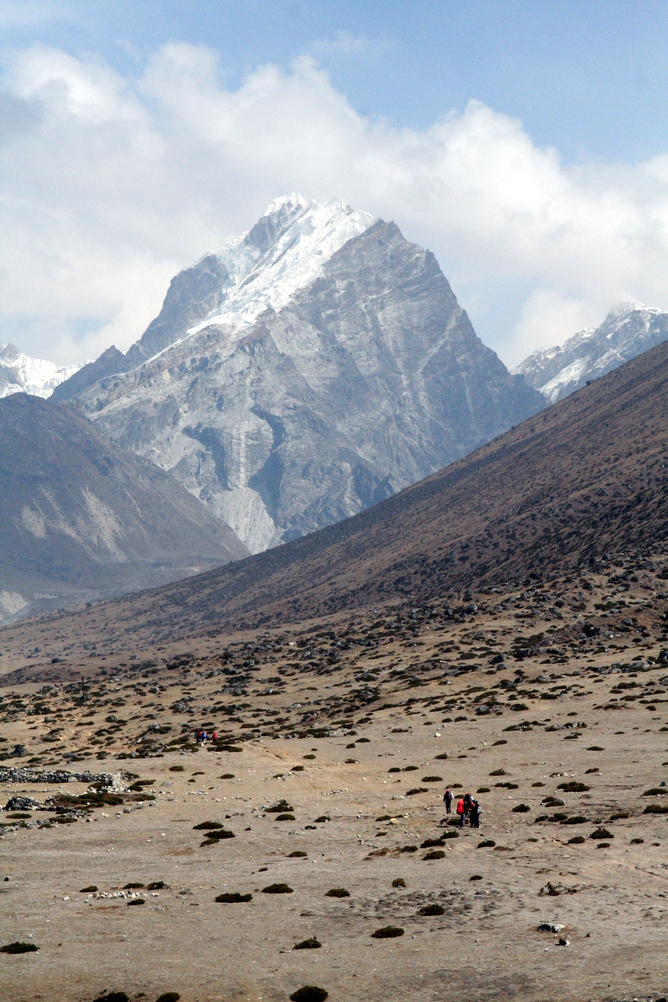
Végétation éparse dans le haut Khumbu.

Les pentes inférieures de l'Everest sont couvertes de manière éparse de touffes d'herbes et de buissons nains adaptés à l'étage alpin. Au-delà de 5 000 mètres d'altitude, Rhododendron nivale est le seul buisson capable de survivre aux conditions extrêmes. Dans les hautes vallées poussent également Hippophae tibetana, Ephedra gerardiana, Juniperus indica, Dasiphora fruticosa, Gentiana ornata, Leontopodium jacotianum et Meconopsis horridula. En 1924, des membres de l'expédition britannique récoltent des lichens entre 4 600 et 5 500 mètres d'altitude, ce qui permet l'année suivante à R. Paulson d'identifier trente espèces différentes. Ces lichens, ainsi que des mousses et deux espèces de plantes à fleurs, Arenaria polytrichoides et Tanacetum gossypinum, sont présents jusqu'à 5 750 mètres. Euophrys omnisuperstes, une minuscule espèce d'araignée sauteuse noire, a été trouvée en 1924 par R.W.G. Hingston à 6 700 mètres d'altitude. Cela en fait l'organisme non-microscopique permanent confirmé le plus haut sur Terre. Elle vit au fond des crevasses et il a été démontré en 1954 qu'elle se nourrit d'insectes gelés transportés sur place par le vent ainsi que de collemboles vivant jusqu'à 6 000 mètres d'altitude et se nourrissant de champignons et de lichens. Au-delà de 6 700 mètres d'altitude, seules des espèces microscopiques peuvent survivre durablement.
En 2020, des chercheurs de l'université d'Exeter publient une étude sur l'écosystème végétal du massif en comparant les images prises entre 1993 et 2018 par les satellites Landsat. Ils constatent une extension faible mais significative de la superficie végétale subnivale entre 4 150 et 6 000 mètres d'altitude, et en particulier entre 5 000 et 5 500 m,.
Des oiseaux tels que l'Oie à tête barrée (Anser indicus) ont été aperçus volant à hauteur du sommet tandis que des Chocards à bec jaune (Pyrrhocorax graculus), communément appelés gorak en népalais, se nourrissent parfois de déchets, de charognes voire de cadavres humains au col Sud, parfois plus haut puisque le corps de George Mallory a été retrouvé à 8 160 mètres d'altitude avec les joues dévorées.

## Histoire

### Identification
En 1808, les Britanniques lancent le « grand projet de topographie trigonométrique » des Indes orientales afin de déterminer la localisation et nommer les plus hauts sommets du monde. L'étude commence au sud du pays et se déplace progressivement vers le nord en utilisant douze porteurs pour le transport de chacun des théodolites. Ces appareils pèsent plus de 500 kilogrammes et permettent de mesurer avec précision la hauteur des montagnes. Elle atteint le pied de l'Himalaya dans les années 1830 mais le Népal refuse l'accès de son territoire aux Britanniques, craignant des heurts politiques et une possible annexion. Plusieurs requêtes sont envoyées par les scientifiques mais toutes sont rejetées. Ils sont contraints de poursuivre leurs observations depuis le Teraï, une région parallèle au Népal et à l'Himalaya. Les pluies torrentielles rendent les observations difficiles. Le paludisme provoque la mort de trois experts et impose l'évacuation de deux autres.

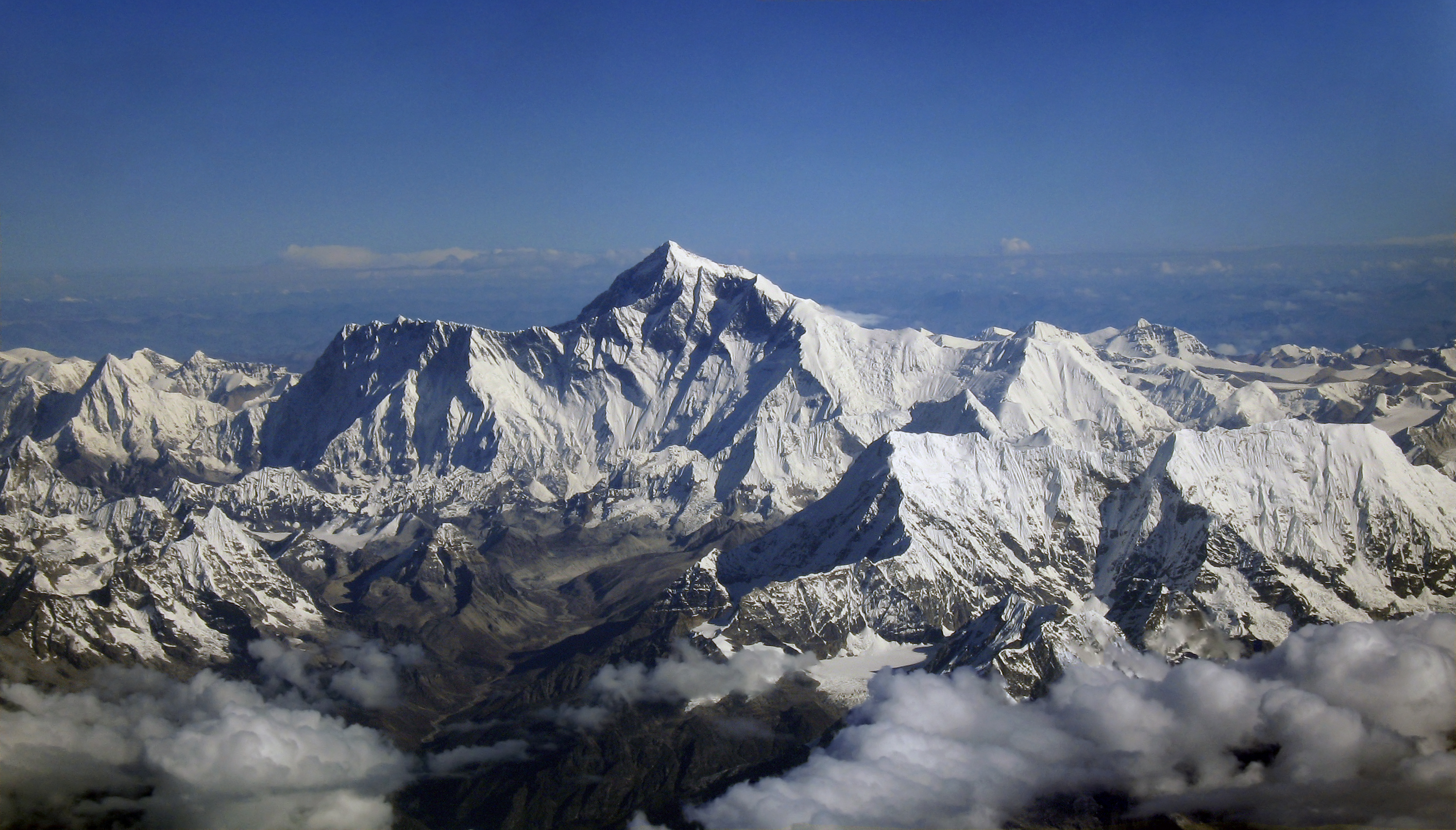
Vue aérienne de l'Everest.

Néanmoins, en 1847, les Britanniques persévèrent et commencent des études détaillées des sommets de l'Himalaya depuis des postes d'observation situés à plus de 240 kilomètres de distance. Les conditions météorologiques restreignent la durée de travail à trois mois dans l'année. En novembre 1847, Andrew Waugh, l'arpenteur général des Indes, réalise de nombreuses observations depuis le poste de Sawajpore situé à l'extrémité orientale de la chaîne. À cette époque, le Kangchenjunga, mesuré depuis à 8 586 mètres d'altitude, ce qui le place en troisième position, est alors considéré depuis une dizaine d'années comme étant le plus haut sommet sur Terre. Il note avec intérêt l'existence d'un sommet à 230 kilomètres en arrière de celui-ci. John Armstrong, un des fonctionnaires de Waugh, l'aperçoit également depuis une position un peu plus occidentale et l'identifie trivialement comme le « pic B ». Plus tard, Waugh admettra que les mesures effectuées sur le pic B le désignaient comme plus élevé que le Kangchenjunga mais, qu'étant donné la distance importante, des observations rapprochées étaient nécessaires pour s'en assurer. Pour ce faire, l'année suivante, Waugh renvoie un géomètre dans la région du Teraï, mais des nuages empêchent toute mesure.
En 1849, Waugh affecte James Nicolson à cette région. Ce dernier réussit à faire des observations à 190 kilomètres de distance depuis Jirol. Il emporte avec lui le plus gros des théodolites et se dirige vers l'est en réalisant trente mesures depuis cinq positions différentes, la plus proche à 175 kilomètres du sommet. Il se retire à Patna, sur le Gange, pour effectuer les calculs nécessaires. Ses relevés lui fournissent une altitude moyenne de 9 200 mètres mais ils ne tiennent pas compte de la réfraction qui distord les mesures. La valeur a cependant l'avantage de donner une indication sur l'altitude du pic B comparée à celle du Kangchenjunga. Malheureusement, Nicolson est affaibli par le paludisme et doit quitter les Indes sans terminer ses calculs. Michael Hennessy, un des assistants de Waugh, qui a commencé à désigner les sommets avec des chiffres romains, renomme le Kangchenjunga « pic IX » et le pic B « pic XV ».
En 1852, Radhanath Sikdar, mathématicien et géomètre indien originaire du Bengale, stationne sur le site principal des géomètres à Dehradun. Il est le premier à reconnaître dans le sommet le point culminant de l'Himalaya en faisant appel à des calculs trigonométriques basés sur les relevés de Nicolson. L'annonce officielle est repoussée durant plusieurs années, le temps que les calculs soient inlassablement répétés. En 1854, Waugh reprend lui-même le travail laissé par Nicolson et, avec son équipe, passe près de deux ans à résoudre les problèmes de réfraction, de pression atmosphérique et de température qui se posent sur de telles distances. Finalement, en mars 1856, il révèle sa découverte dans une lettre à son adjoint à Calcutta. Le pic IX est estimé à 28 156 pieds soit 8 582 mètres d'altitude et le pic XV à 29 002 pieds soit 8 840 mètres. Waugh conclut que le pic XV est « plus que probablement le plus haut du monde ». En réalité, le pic XV a été mesuré à exactement 29 000 pieds soit 8 839 mètres mais deux pieds ont été arbitrairement rajoutés afin d'éviter l'impression que la mesure était une estimation grossièrement arrondie.
En 1871-1872, le pundit Hari Ram effectue deux fois le tour de l'Everest par des territoires jusqu'alors pratiquement inconnus,.

### Premières ascensions

#### Reconnaissances
La première personne à évoquer la possibilité d'une ascension de l'Everest est Clinton Thomas Dent, président de l’Alpine Club, en 1885 dans Above the Snow Line.
En 1904, l'expédition militaire britannique menée par Francis Younghusband parvient à négocier le passage des frontières du Tibet. À cette occasion, J. Claude White réalise la première photographie de la face Est depuis Kampa Dzong à une distance de 150 kilomètres. Mais il faut attendre 1921 pour que la Royal Geographical Society obtienne l'autorisation de véritablement explorer la montagne. La première expédition est financée par le Mount Everest Committee, dirigée par le colonel Charles Howard-Bury, et composée de Harold Raeburn, George Mallory, Brian Donahue, Guy Bullock et Edward Oliver Wheeler. Sa mission est seulement de cartographier la montagne et de repérer l'itinéraire le plus facile vers le sommet. La santé de Raeburn l'oblige toutefois à abandonner ses compagnons et Mallory assume le rôle de chef d'expédition. Bien qu'ils ne soient pas équipés pour atteindre le sommet, ils parviennent au col Nord avant d'être forcés de faire demi-tour, surpris par la mousson. L'expérience de Mallory lui permet d'affirmer que l'itinéraire vers le sommet paraît long mais envisageable pour une expédition bien préparée.

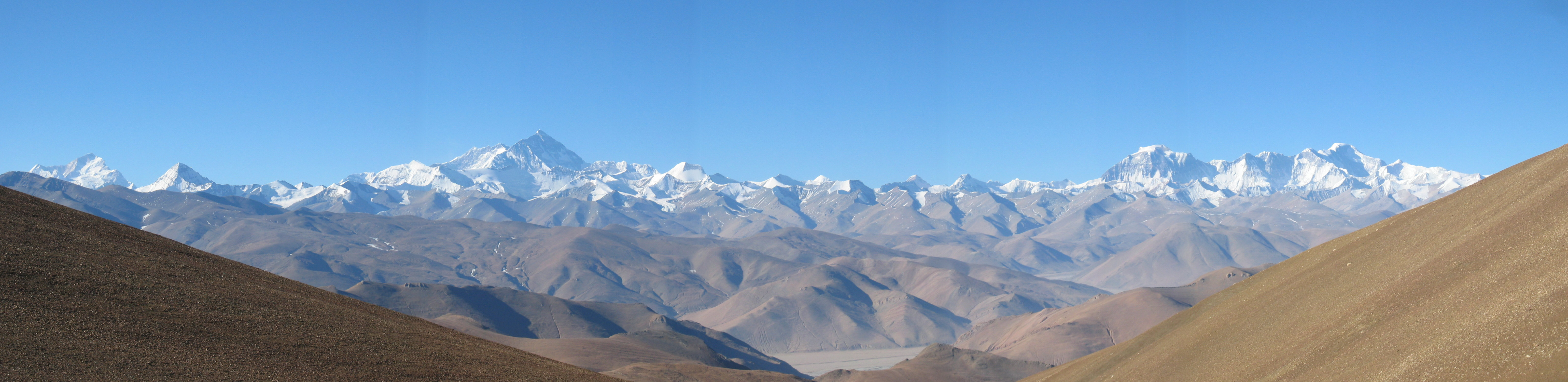
Vue panoramique de l'Everest (au centre gauche) et des sommets environnants peu après le passage du col de Gyatso sur la route Lhassa – Katmandou.

#### Premières tentatives côté tibétain
La seconde expédition de 1922, menée par Charles Granville Bruce, est composée d'Edward Lisle Strutt, George Mallory, George Ingle Finch, Edward F. Norton, Henry T. Morshead, Howard Somervell, Arthur Wakefield, John Noel, Tom George Longstaff, Geoffrey Bruce, John Morris, Colin G. Crawford, et jusqu'à 160 porteurs,. Ces deux derniers atteignent la North Ridge et l'altitude de 8 320 mètres lors d'une deuxième tentative avec assistance respiratoire, ce qui constitue un record mondial. Mais une avalanche fait les premières victimes d'une ascension en tuant sept Sherpas et met un terme à la troisième et dernière tentative de l'expédition.
La troisième expédition en 1924, menée à nouveau par Charles Granville Bruce mais qui renonce, atteint du paludisme, puis par Edward F. Norton, est composée de George Mallory, Bentley Beetham, Geoffrey Bruce, John de Vars Hazard, R.W.G. Hingston, Andrew Irvine, John Noel, Noel Odell, E.O. Shebbeare et Howard Somervell. Norton réussit à établir, lors d'une deuxième tentative, un nouveau record d'altitude avec 8 570 mètres qui tiendra jusqu'en 1952. Lors d'une troisième tentative, Mallory et Irvine disparaissent alors qu'ils sont aperçus par Odell en route pour le sommet. L'énigme demeure quant à savoir s'ils ont atteint le sommet alors qu'aucune preuve concluante ne permet de l'affirmer de manière certaine malgré la découverte du corps de Mallory en 1999.
Lors d'un entretien accordé le 18 mars 1923 à un journaliste du New York Times qui lui demandait pourquoi il souhaitait à ce point escalader l'Everest, George Mallory avait simplement répondu par la phrase devenue probablement la plus connue de l'alpinisme :

« Because it’s there (Parce qu'il est là) »

— George Mallory, The New York Times
Dans les années 1930, plusieurs autres expéditions britanniques sont tentées, sans succès. La plus importante est celle de 1933 menée par Hugh Ruttledge qui voit Lawrence Wager avec Percy Wyn-Harris et Eric Shipton avec Frank Smythe successivement échouer dans leur tentative d'atteindre le sommet. En 1935, Tensing Norgay sert pour la première fois de porteur auprès de Shipton et de ses compagnons Bill Tilman, C.B.M. Warren, E.G.H. Kempson, L.V. Bryant, and E.H.L. Wigram. Au total, sept missions britanniques se lanceront à l'assaut de la face Nord de l'Everest. La Seconde Guerre mondiale puis la prise de contrôle du Tibet par les autorités chinoises en 1950 mettent un terme aux ascensions pour une longue période, à l'exception d'une tentative illégale réalisée en mars 1947 par le Canadien Earl Denman accompagné de Tensing Norgay et Ang Dawa Sherpa. Il faudra attendre une expédition chinoise pour que la voie Nord-Est soit enfin vaincue le 25 mars 1960, bien que des controverses subsistent.

#### Victoire côté népalais
La fermeture du Tibet à cause de l'invasion chinoise oblige les expéditions à se tourner vers le Népal qui s'ouvre aux étrangers en 1950. C'est Bill Tilman accompagné de Charles Houston, Oscar Houston et Betsy Cowles qui, cette année-là, réalise la première approche de l'Everest par le sud. Cette ouverture est à l'origine de l'expression « conférence au sommet » inventée par Winston Churchill.
En 1951, une expédition d'exploration soutenue par l’Alpine Club et la Royal Geographical Society est une nouvelle fois menée par Eric Shipton avec Tom Bourdillon, Michael Ward, W.H. Murray et les Néo-zélandais Edmund Hillary et H. Riddiford. Ils franchissent pour la première fois la cascade de glace de Khumbu mais font demi-tour devant la dernière grande crevasse donnant sur la combe Ouest ; ils s'aventurent jusque sur les pentes du Pumori, puis du Nuptse pour constater que la face Sud offre au moins une possibilité d'ascension,.
En 1952, la Swiss Foundation for Alpine Research lance des expéditions à l'assaut du sommet. Au printemps, Édouard Wyss-Dunant, Gabriel Chevalley, Raymond Lambert, René Dittert, L. Flory, R. Aubert, A. Roch, J. Asper, E. Hofstetter — tous de Genève et membres du club de l'Androsace et du Club alpin français — et Tensing Norgay franchissent la cascade de glace, pénètrent pour la première fois dans la combe Ouest et installent le camp VI au col Sud et le camp VII à 8 380 mètres d'altitude sur l'arête Sud-Est. Lambert et Norgay atteignent l'altitude de 8 595 mètres. En dépit de l'excellente ambiance entre Suisses et Sherpas, des problèmes de logistique et des appareils d'assistance respiratoire les contraignent à renoncer. Jamais une expédition n'avait eu autant de chances de réussite, mais l'expérience acquise par Norgay et les informations données aux Britanniques se révéleront déterminantes l'année suivante. À l'automne, une nouvelle tentative est entreprise par G. Chevalley, R. Lambert, E. Reiss, J. Buzio, A. Spohel, G. Gross, N.G. Dyhrenfurth et T. Norgay en escaladant le Lhotse. Cet itinéraire est aujourd'hui la voie normale. Deux accidents, dont un qui fait la première victime depuis vingt ans, obligent l'expédition à rebrousser chemin.

Carte du tracé de l'itinéraire emprunté par la neuvième expédition britannique à l'Everest de 1953.

En 1953, une nouvelle expédition est lancée. Elle est dirigée par le Britannique John Hunt. Il est accompagné des alpinistes Charles Evans, G. Band, T. Bourdillon, A. Gregory, Edmund Hillary, W.G. Lowe, C. Noyce, Michael Ward, M. Westmacott, C.G. Wylie et du Sherpa Tensing Norgay. Le 22 avril, l'expédition atteint la cascade de glace. Le camp VI est installé vers 7 000 mètres d'altitude au pied du Lhotse. Le col Sud est atteint par la voie ouverte à l'automne précédent. Ils bénéficient même des vivres et des réserves d'oxygène laissés par les Suisses. Le 26 mai, la première tentative d'atteindre le sommet est réalisée par Evans et Bourdillon mais ils font demi-tour après avoir atteint le sommet Sud situé à 8 751 mètres d'altitude. Ils laissent toutefois des réserves d'oxygène pour la paire suivante. Le même jour, des Sherpas montent, à la demande de Hunt, le camp IX sur l'arête Sud-Est, à 8 500 mètres d'altitude. Finalement, le 29 mai, une seconde tentative permet à Edmund Hillary et Tensing Norgay de poser le pied au sommet. Partis du camp IX à 6 h 30, ils franchissent le sommet Sud à 9 h 0 et atteignent leur objectif à 11 h 30. Norgay admettra deux années plus tard que Hillary l'a devancé au sommet. Là, ils prennent plusieurs photographies et ensevelissent quelques sucreries ainsi qu'une petite croix. De retour au col Sud, ils sont accueillis par Lowe. Hillary s'exclame alors :

« Well, George, we knocked the bastard off! (Eh bien, George, on se l'est fait le salaud !) »

— Edmund Hillary
Les nouvelles du succès de l'expédition parviennent rapidement à Londres le matin du 2 juin 1953, jour du couronnement de la reine Élisabeth II. De retour à Katmandou, quelques jours plus tard, Hunt, citoyen britannique, et Hillary, sujet de la reine souveraine de la Nouvelle-Zélande au sein du royaume du Commonwealth, découvrent qu'ils ont été faits chevaliers de l'ordre de l'Empire britannique. Le Népalais Tensing Norgay reçoit la George Medal.

### Popularisation et conséquences

#### Exploits successifs

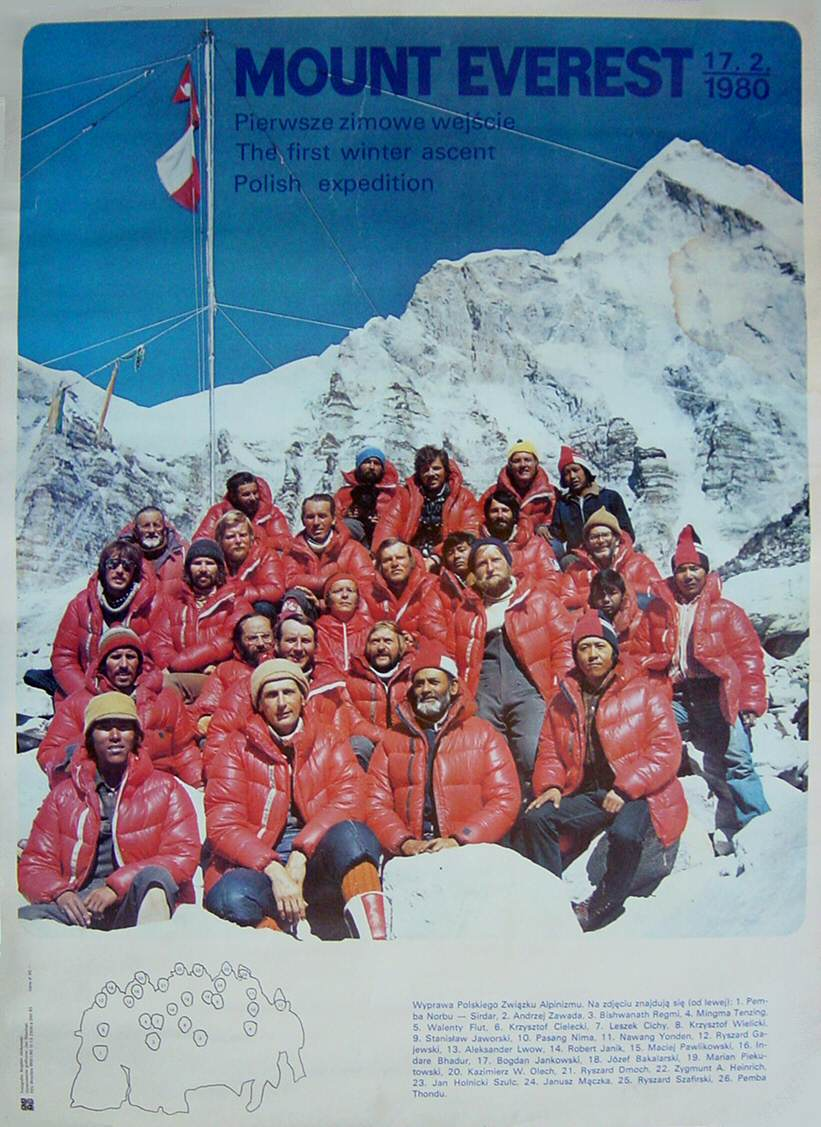
Photographie de groupe des membres de la première expédition à réaliser une ascension hivernale de l'Everest en 1980.

- 20 mai 1965 : le Népalais Nawang Gombu est le premier homme à atteindre le sommet à deux reprises, d'abord avec une expédition américaine puis indienne.
- 16 mai 1975 : la Japonaise Junko Tabei est la première femme au sommet.
- 8 mai 1978 : l'Autrichien Peter Habeler et l'Italien Reinhold Messner réalisent la première ascension sans assistance respiratoire[60].
- 15 octobre 1978 : première ascension par une expédition française dirigée par Pierre Mazeaud, avec Jean Afanassieff, Nicolas Jaeger et Kurt Diemberger. Afanassieff et Jaeger établissent un record d'altitude en descendant à ski à partir de 8 300 m[61].
- 16 octobre 1978 : la Polonaise Wanda Rutkiewicz devient la première Européenne et troisième femme au sommet.
- 20 août 1980 : Reinhold Messner réussit la première ascension en solitaire, sans assistance respiratoire[60].
- 17 février 1980 : première ascension hivernale d'un sommet de plus de 8 000 mètres par une expédition polonaise composée de Leszek Cichy et Krzysztof Wielicki.
- 4 mai 1982 : première ascension en conditions nocturnes par l'équipe soviétique de Mikhaïl Turkevitch et Sergeï Bershov[48].
- 8 octobre 1983 : Lou Reichardt, Kim Momb et Carlos Buhler sont les premiers alpinistes à venir à bout de la face du Kangshung[62].
- 30 août 1986 : les Suisses Erhard Loretan et Jean Troillet atteignent le sommet en style alpin et sans assistance respiratoire par le couloir Hornbein dans la face nord en 43 heures aller-retour réalisant un record de vitesse.
- 26 septembre 1988 : Michel Metzger est le premier Français à réussir l'ascension sans assistance respiratoire ; le Français Jean-Marc Boivin s'envole en parapente du sommet et met douze minutes pour rejoindre le camp de base[63].
- 26 septembre 1988 : le Français Marc Batard réussit l'ascension en solitaire, sans assistance respiratoire, en 22 heures et 30 minutes depuis le camp de base (face Sud)[64].
- 5 octobre 1990 : Christine Janin, docteur en médecine, devient la première Française à atteindre le sommet avec Marc Batard (chef d'expédition) et Pascal Tournaire (photographe)
- 13 mai 1995 : la Britannique Alison Hargreaves est la première femme à gravir l'Everest en solitaire, sans assistance respiratoire[65].
- 7 octobre 2000 : le Slovène Davo Karnicar réalise la première descente intégrale à skis[61].
- 23 mai 2001 : le Français Marco Siffredi est le premier à réaliser la descente du couloir Norton en snowboard. Il meurt l'année suivante en voulant descendre le couloir Hornbein[66].
- 30 mai 2004 : une équipe russe ouvre une nouvelle voie dans la face Nord[67].
- 25 mai 2006 : Christian Stangl gravit la face Nord sans assistance respiratoire et sans aide en seulement 16 heures et 42 minutes, battant le record de Hans Kammerlander, ancien équipier de Reinhold Messner au début des années 1980, de 18 minutes[68].
- 22 mai 2010 : Jordan Romero devient, à 13 ans, le plus jeune alpiniste à avoir gravi le sommet de l'Everest. Il nourrissait l'espoir de réaliser cet exploit, après avoir vu un poster de l'Everest à l'école, alors qu'il n'avait que neuf ans[69]. Il détrône ainsi Ming Kipa, une jeune Népalaise âgée de 15 ans lors de son ascension en 2003[70].
- 20 mai 2017 : Kílian Jornet, atteint le sommet de l'Everest en 26 heures, depuis le monastère de Rongbuk à 5 100 m, par la voie normale tibétaine, en « style alpin », sans bouteilles d'oxygène, sans cordes fixes et sans l'aide de sherpas. Au total, l'ascension et le retour au campement de base avancé (il n'a pas pu continuer jusqu'au point de départ comme prévu) est réalisé en un peu plus de 38 h[71]. Depuis le camp de base avancé (6 500 m), il effectue une nouvelle ascension de l'Everest quelques jours plus tard, toujours sans bouteilles d'oxygène, sans cordes fixes et sans l'aide de sherpas, en 17 h[72].
- 21 mai 2017 : Arunima Sinha devient la première amputée à atteindre le sommet[73].
- 15 mai 2019 : Kami Rita Sherpa atteint le sommet pour la 23e fois à l'âge de 49 ans ; il détient le record du monde du nombre d'ascensions, sa première datant de 1994[74].

#### Conquête aérienne
En avril 1933, Lucy Houston (en), une ancienne danseuse de cabaret britannique devenue millionnaire, lance l'expédition aérienne Houston-Mont Everest afin de survoler pour la première fois le sommet. La formation aérienne décolle de Purnia, à 250 kilomètres au sud, en Inde. Elle est menée par le marquis Douglas Douglas-Hamilton, futur duc de Hamilton, aux commandes de Westland Wallace. Les avions tournent près de quinze minutes autour du sommet pour réaliser des photographies,,.
Le 21 octobre 1991, deux montgolfières s'envolent vers l'Everest. L'une d'elles survole le sommet à près de 10 300 mètres d'altitude. Le 24 mai 2004, un Britannique, Richard Meredith-Hardy, accomplit le premier survol de l'Everest en ULM ; il y avait eu jusque-là trois tentatives infructueuses.
Le 14 mai 2005, un Eurocopter AS-350 Écureuil atterrit pour la première fois au sommet et recommence le lendemain. Ce record est validé par la Fédération aéronautique internationale.
Le 1er février 2014, un planeur Stemme piloté par Klaus Ohlmann survole pour la première fois le sommet.

#### Accidents en série
Le 10 mai 1996 est la journée la plus noire de l'histoire de l'ascension de l'Everest, jusqu'à l'avalanche de 2014. Des alpinistes amateurs entament la montée avec des guides chevronnés, Scott Fischer et Rob Hall, tous deux travaillant pour des agences différentes mais choisissant de faire l'ascension ensemble. Ils négligent les conditions météorologiques qui se dégradent et parviennent au sommet entre 13 h 0 et 15 h 45. Ce retard est imputable à l'amateurisme des « touristes ». Au sommet, une violente tempête de neige s'abat. Un des clients de Rob Hall s'écroule et le guide reste avec lui. L'alpiniste meurt rapidement et, isolé, Rob Hall ne peut résister au froid et s'engourdit : disposant d'une radio, il communiquera avec son épouse enceinte, jusqu'à sa mort. Scott Fischer succombe pendant la descente, en proie à un sévère mal aigu des montagnes entraînant un œdème cérébral ; aucun de ses compagnons, trop épuisés, n'a pu lui porter secours. Les touristes sont éparpillés dans la nuit sans pouvoir trouver les tentes, pourtant à quelques mètres d'eux. Un alpiniste kazakh chevronné, Anatoli Boukreev, s'élance dans l'obscurité malgré les températures avoisinant −40 °C et ramène un à un les égarés, sauf deux agonisants, la Japonaise Yasuko Namba, sans doute déjà morte, et l'Américain Beck Weathers, inconscient et en difficulté respiratoire. La surprise est pourtant grande quand le lendemain arrive au camp Beck Weathers, réveillé de son coma, membres et visage gelés. Toutefois, huit personnes périssent ce jour-là, toutes expéditions confondues, portant le bilan à quinze victimes pour l'année 1996.
Une analyse scientifique rendue publique dans New Scientist en mai 2004 a révélé que des conditions météorologiques particulières ont pu provoquer une chute du taux d'oxygène dans l'air de 6 % qui se traduit pour l'organisme par 14 % d'oxygène en moins dans le sang.
Jon Krakauer, membre de l'expédition, délégué par le magazine américain Outside, a rapporté avec précision ce drame dans Tragédie à l'Everest. Une polémique a éclaté avec Anatoli Boukreev sur la façon dont Krakauer a relaté les événements ce qui vaudra au Kazakh de publier sa version des faits. Plusieurs autres survivants ont également fait connaître la façon dont ils ont vécu cette journée. Quoi qu'il en soit, cette tragédie a eu un vaste retentissement et a suscité de nombreuses questions sur la commercialisation de l'Everest.

#### Affirmation d'un symbole national
La république populaire de Chine a élargi la piste de 100 kilomètres de long menant au camp de base tibétain à 5 154 mètres d'altitude, au pied du glacier du Rongbuk, dans le but de faciliter l'acheminement du nombre croissant de touristes. Les travaux ont commencé le 18 juin 2007 et se sont achevés en avril suivant pour un budget évalué à 150 millions de yuans soit environ 15 millions d'euros. Ces aménagements ont été réalisés malgré les protestations concernant la dégradation écologique. En outre, une antenne-relais de China Telecom pour la téléphonie mobile a été installée à 1 500 mètres du camp de base pour couvrir le sommet avec un réseau et un confortable hôtel a été construit à une heure de marche en aval.
À l'occasion des Jeux olympiques d'été de 2008 à Pékin, la flamme a été acheminée le 8 mai, avec deux semaines de retard, au sommet de l'Everest par dix-neuf alpinistes chinois, dont une majorité de Tibétains, et une équipe de tournage de huit personnes. La montée, télévisée, tout comme la descente se sont déroulées par le col Nord. La flamme — en fait une réplique pendant que l'originale continuait son parcours — a dû être protégée du manque d'oxygène et du vent par une lampe de mineur spéciale. Au sommet, les alpinistes d'origine han se sont exclamés « Nous avons réussi ! » et « Pékin vous accueille. »

## Populations et traditions

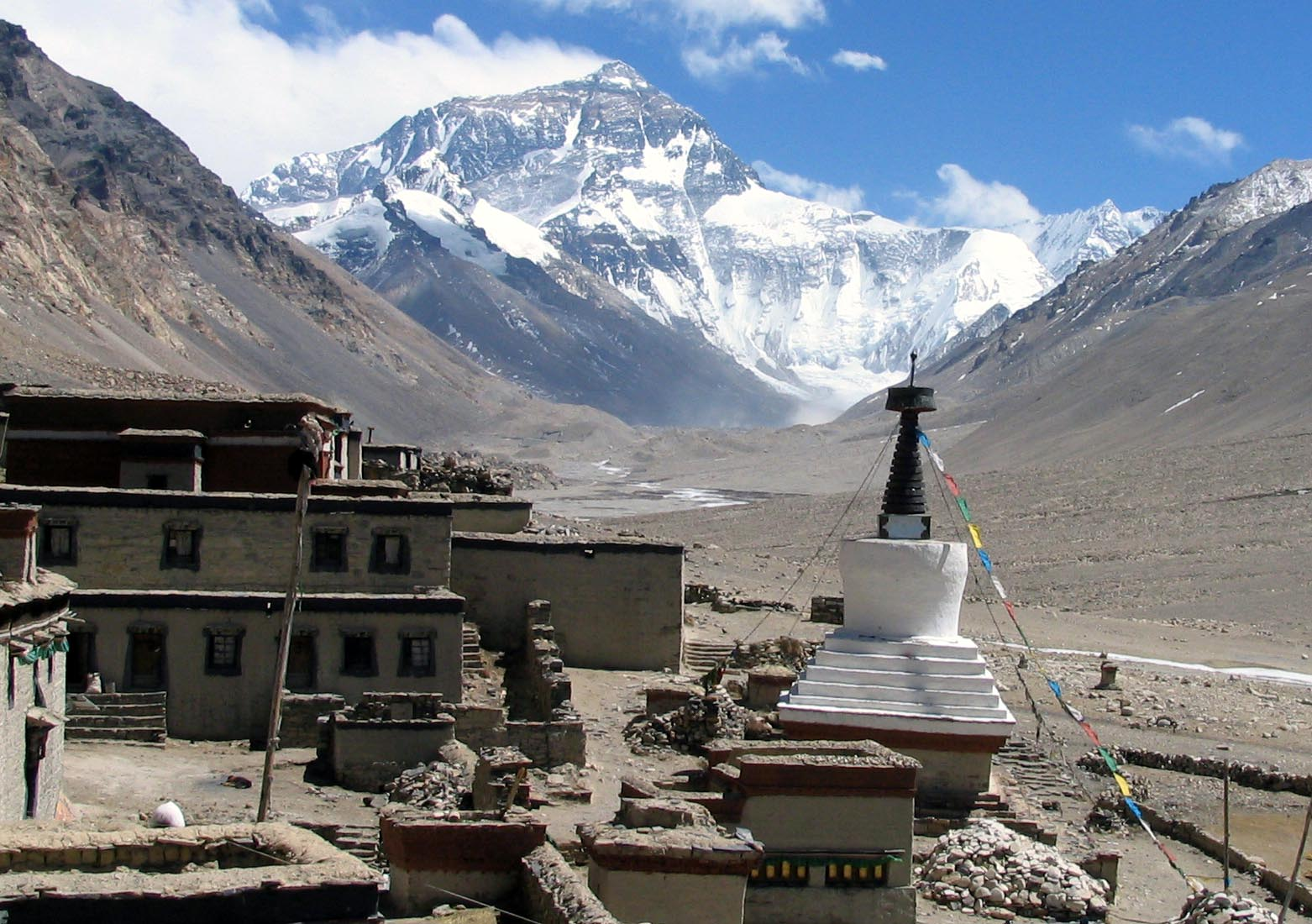
Vue sur l'Everest depuis le monastère de Rongbuk, lieu sacré du bouddhisme tibétain situé à 5100 mètres d'altitude au Tibet.

La région de l'Everest est la terre des Sherpas, groupe ethnique qui a migré du Tibet à 2 000 kilomètres de leur habitat actuel au nord-est du Népal il y a 500 ans environ. Ils occupent désormais principalement les deux régions de Solu et de Khumbu. Douze clans distincts peuplent cette dernière. Les Sherpas sont notamment 2 500 à vivre au sein du parc national de Sagarmatha. Ils parlent un dialecte tibétain et pratiquent très majoritairement un bouddhisme tibétain empli de superstitions, de croyances et de cérémonies issues d'un mélange de traditions animistes et de religion Bön. Ce sont traditionnellement des agriculteurs, des pasteurs et des commerçants adaptés à la vie en haute altitude et qui se déplacent souvent à l'aide d'animaux tels que des yaks et des dzos. Depuis plusieurs décennies, ils profitent du tourisme et se sont spécialisés comme porteurs lors des expéditions au sommet des plus hautes montagnes, l'Everest en tête. Ils sont reconnus comme des hommes forts, endurants et courageux. Ils sont toutefois régulièrement remplacés par des Rai, des Tamang ou des Gurung,.

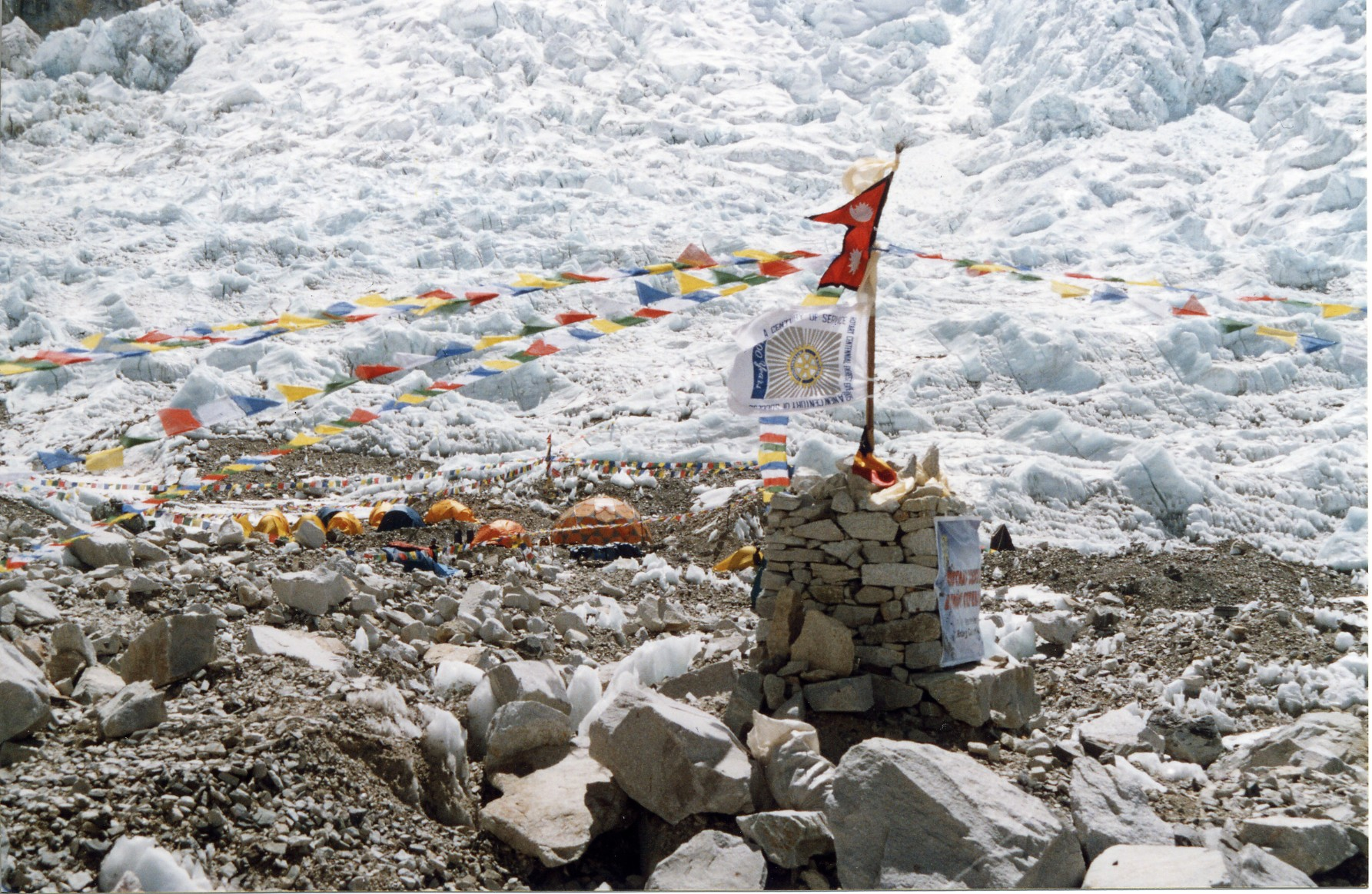
Vue sur un stûpa et des drapeaux de prières depuis le camp de base.

L'Everest est une montagne sacrée pour les Sherpas. Ils pensent qu'elle abrite des esprits, des démons mais aussi des arbres. Elle serait également le siège de Jomo Miyo Sangma Lang, l'une des « cinq sœurs de la longue vie » qui fournissent de la nourriture aux habitants du haut des cinq plus hauts sommets himalayens. Le maître bouddhiste Padmasambhava aurait organisé une course jusqu'au sommet de l'Everest. Après quelque temps de méditation et de combat contre les démons, il aurait défié un des lamas de la religion Bön afin de déterminer qui était le plus puissant. Padmasambhava aurait été transporté vers le sommet par un rayon de lumière et le lama, vaincu, y aurait laissé son tambour. Depuis, chaque fois qu'une avalanche se produit jusque dans la vallée, les Sherpas jouent du tambour pour chasser les esprits.
Avant toute ascension, les Sherpas pratiquent la pūjā, une cérémonie pour vénérer les victimes de la montagne, apaiser leurs pensées, tranquilliser leur âme et demander la clémence aux esprits de la montagne. Entre Dingboche et le Lobuche, sur le chemin du camp de base, un cimetière a été construit en l'hommage aux victimes des ascensions. Chacune est représentée par un cairn. Des stûpas, des moulins et drapeaux de prières, ainsi que des mantras sont présents au pied de l'Everest pour pratiquer les cérémonies.

## Activités

### Alpinisme

Carte des voies d'ascensions ouvertes dans les trois faces de l'Everest par différentes expéditions entre 1924 et 1996.

L'Everest présente deux voies d'ascension principales, l'arête Sud-Est par le Népal et l'arête Nord-Est par le Tibet, ainsi que de nombreux autres itinéraires. Des deux itinéraires principaux, l'arête du Sud-Est est techniquement le plus facile et donc le plus fréquenté. Emprunté par Edmund Hillary et Tensing Norgay en 1953, il fut le premier à avoir été reconnu parmi les quinze itinéraires identifiés en 1996. Cependant, la décision d'emprunter cette première voie est motivée par des raisons géopolitiques et non par des choix techniques puisque la frontière chinoise était fermée aux étrangers depuis 1949. Le 20 août 1980, l'Italien Reinhold Messner est le premier à atteindre le sommet en solitaire, sans assistance respiratoire ni autre soutien supplémentaire. Il emprunte l'itinéraire plus difficile du nord-ouest via le col Nord de la face Nord et le Grand couloir. Il réalise toute l'ascension seul pendant trois jours depuis son camp de base à 6 500 mètres d'altitude. Cet itinéraire est reconnu comme le huitième itinéraire permettant d'atteindre le sommet.
La plupart des tentatives sont effectuées aux mois d'avril et mai avant la mousson d'été. À ce moment de l'année, un changement du courant-jet réduit les vitesses moyennes de vent en haute altitude. D'autres tentatives sont réalisées après la mousson aux mois de septembre et octobre mais la neige tombée pendant la mousson et des conditions météorologiques plus instables rendent l'ascension plus difficile.
Les pionniers laissent désormais la place à la génération du business lucratif. Des dizaines d'opérateurs proposent des expéditions jusqu'au sommet moyennant des sommes pouvant approcher les 50 000 à 70 000 dollars. Ces expéditions commerciales devenues la norme durent environ deux mois, transformant les camps de base en véritables villes éphémères. La démocratisation des technologies permettant une acclimatation à domicile, grâce notamment à des tentes hypoxiques, tend à réduire cette durée.

#### Voies d'accès

##### Arête Sud-Est

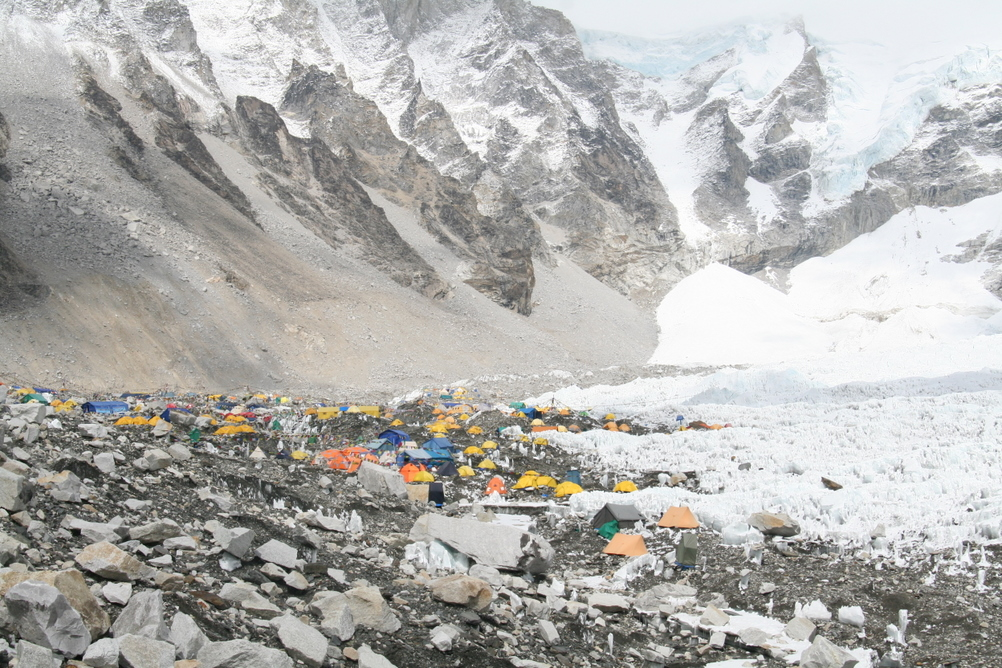
Vue sur le camp de base népalais au pied du glacier du Khumbu.

L'ascension par l'arête Sud-Est commence par un trek jusqu'au camp de base situé à 5 380 mètres d'altitude sur le versant Sud de l'Everest, au Népal. Les expéditions voyagent habituellement par les airs de Katmandou jusqu'à Lukla situé à 2 860 mètres d'altitude et passent par Namche Bazar. De là, les grimpeurs montent jusqu'au camp de base. Cette marche d'approche prend habituellement de six à huit jours, servant ainsi de voyage d'acclimatation en altitude afin d'éviter le mal aigu des montagnes. L'équipement et l'approvisionnement sont acheminés par des yaks, des dzos (croisement entre un yak et une vache) ou des porteurs jusqu'au camp de base sur le glacier du Khumbu. Quand Hillary et Tensing ont réalisé l'ascension de l'Everest en 1953, ils étaient partis directement de la vallée de Katmandou, terminus avant le long déplacement à pied vers le camp de base.
Les grimpeurs passent en général deux semaines au camp de base afin de s'acclimater à l'altitude. Pendant ce temps, les Sherpas et quelques membres de l'expédition installent des cordes fixes et des échelles dans la cascade de glace de Khumbu connue également sous le nom de Ice Fall. Séracs, crevasses et blocs de glace font de ce passage l'un des plus dangereux de l'ascension. De nombreux grimpeurs et Sherpas ont péri dans ce secteur de l'itinéraire d'ascension. Pour réduire le risque, les grimpeurs commencent habituellement leur montée bien avant l'aube quand les températures encore basses maintiennent par le gel la plupart des blocs de glace. Un itinéraire alternatif s'affranchissant de la remontée de la cascade de glace est réalisé et dévoilé à la presse en 2021 par une équipe d'alpinistes français sous la direction de Marc Batard. Privilégiant les passages rocheux pour atteindre le camp I, il est prévu qu'il soit doté d'équipements de franchissement identiques à ceux d'une via ferrata,.

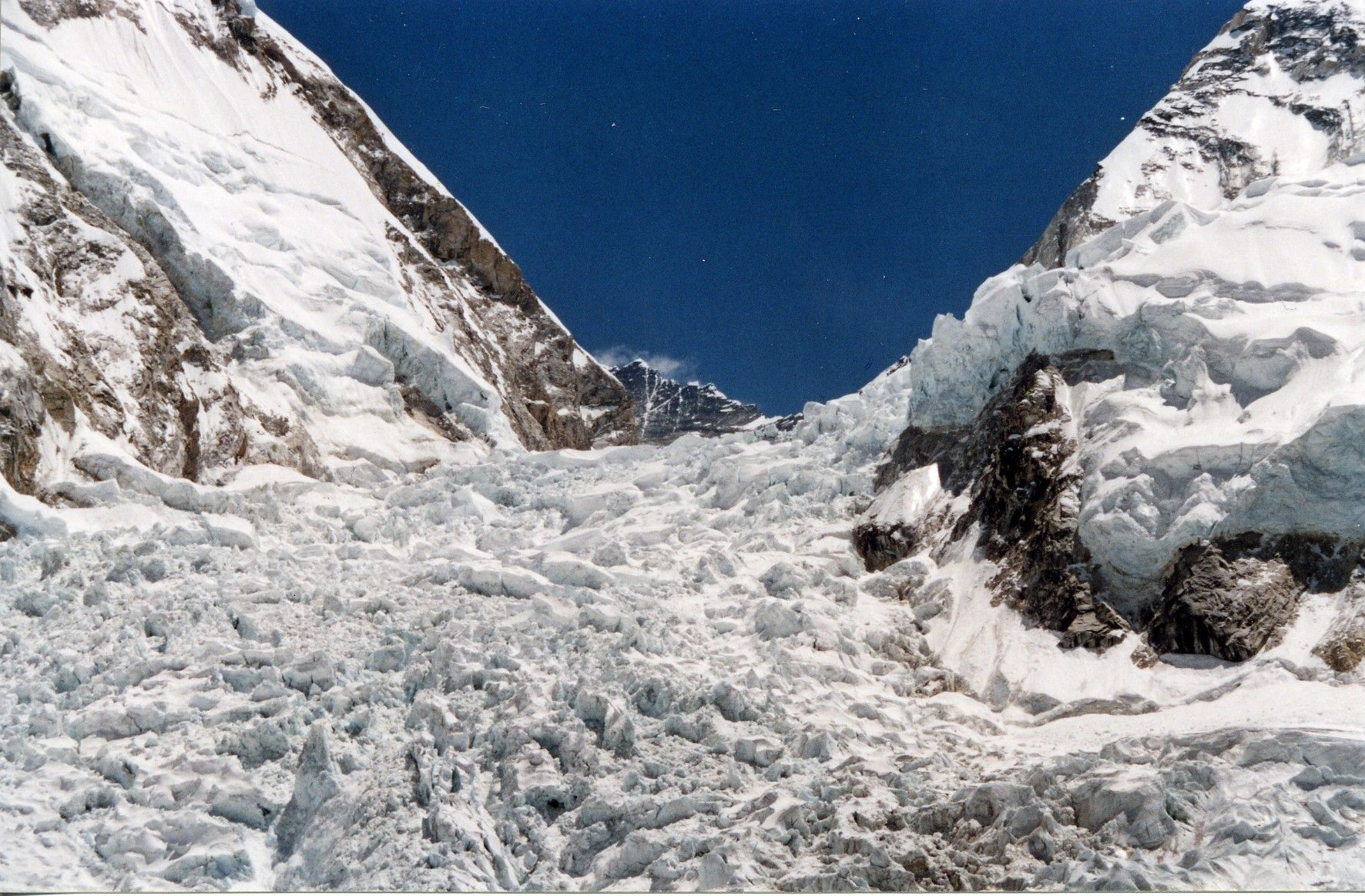
Vue depuis le bas de la cascade de glace du Khumbu.

Au-dessus de la cascade de glace se situe le camp I à 6 065 mètres d'altitude à partir duquel les grimpeurs remontent la « combe Ouest », en anglais Western Cwm, au pied du Lhotse, où le camp II ou camp de base avancé (Advanced Base Camp ou ABC) est établi à 6 500 mètres d'altitude. Cette vallée glaciaire qui s'élève doucement est barrée d'énormes crevasses en son centre qui empêchent l'accès aux parties supérieures du glacier. Les grimpeurs sont obligés de passer sur le côté droit, près du pied du Nuptse, le long d'un passage étroit connu sous le nom de Nuptse corner. Cette vallée est également appelée « vallée du silence » du fait de sa configuration qui protège du vent. Malgré l'altitude élevée, par un jour clair et sans vent, la chaleur peut devenir difficilement supportable pour des grimpeurs.
Du camp II, les grimpeurs montent sur les pentes du Lhotse à l'aide de cordes fixes jusqu'au camp III, situé sur un petit plateau à 7 470 mètres d'altitude. De là, il reste encore 500 mètres de dénivelé à gravir pour atteindre le col Sud où se trouve le camp IV à 7 920 mètres d'altitude. Du camp III au camp IV, les grimpeurs sont confrontés à deux difficultés majeures : l'« éperon des Genevois » et la « Bande jaune ». L'éperon des Genevois est une nervure formée par une enclume de roche noire surnommée ainsi par une expédition suisse en 1952. La Bande jaune est une section de marbres qui nécessite généralement une centaine de mètres de cordes fixes pour la traverser.
À partir du camp IV au col Sud, les grimpeurs entrent dans la « zone de la mort » : en raison de l'altitude, le fonctionnement des organes humains se détériore inexorablement et le temps passé dans cette zone doit être réduit au minimum. Les grimpeurs commencent généralement l'assaut final autour de minuit. Il leur reste encore plus de 900 mètres de dénivelé qu'il est recommandé de réaliser en dix à douze heures à cette altitude. Les grimpeurs atteindront d'abord le « balcon » à 8 400 mètres d'altitude, une petite plate-forme où ils peuvent se reposer et contempler les crêtes au sud et à l'est dans les premières lueurs de l'aube. Poursuivant leur ascension de l'arête, ils sont alors confrontés à une série de ressauts rocheux qui les incitent souvent à traverser vers l'est dans un épais manteau neigeux où le risque d'avalanche est élevé. À 8 750 mètres d'altitude, un petit dôme de glace et de neige marque le sommet Sud.
Du sommet Sud, les grimpeurs suivent l'arête Sud-Est, arête très effilée le long de ce qui est connu sous le nom de la « traversée de la corniche ». C'est la section la plus exposée de l'ascension car un faux pas vers la gauche enverrait le grimpeur 2 400 mètres en contrebas au pied de la face Sud, tandis qu'un faux pas vers la droite et le grimpeur dévalerait les 3 050 mètres de la face du Kangshung sur le versant septentrional, côté tibétain. À la fin de cette traversée, c'est la dernière difficulté : le « ressaut Hillary », un mur de roche de douze mètres de haut à 8 760 mètres d'altitude. Hillary et Tensing furent les premiers à surmonter cet obstacle, avec l'équipement rudimentaire de l'époque et sans cordes fixes. De nos jours, la plupart des grimpeurs traversent ce passage en utilisant des cordes fixes que des Sherpas ont préalablement installées. À partir de là, l'ascension jusqu'au sommet, relativement aisée, traverse des pentes douces mais particulièrement exposées. Toutefois, les grimpeurs doivent également traverser un passage rocheux où s'entremêlent de vieilles cordes fixes[réf. nécessaire], ce qui représente un réel danger pour les grimpeurs susceptibles de se hisser aux poignées jumar et de s'assurer sur du matériel usé par le temps et les intempéries.
Les grimpeurs passent en général moins d'une demi-heure sur le toit du monde car ils doivent impérativement redescendre au camp IV avant la nuit, en restant particulièrement attentifs aux conditions météorologiques qui se dégradent souvent dans l'après-midi ainsi qu'à leur réserve d'oxygène[réf. souhaitée].

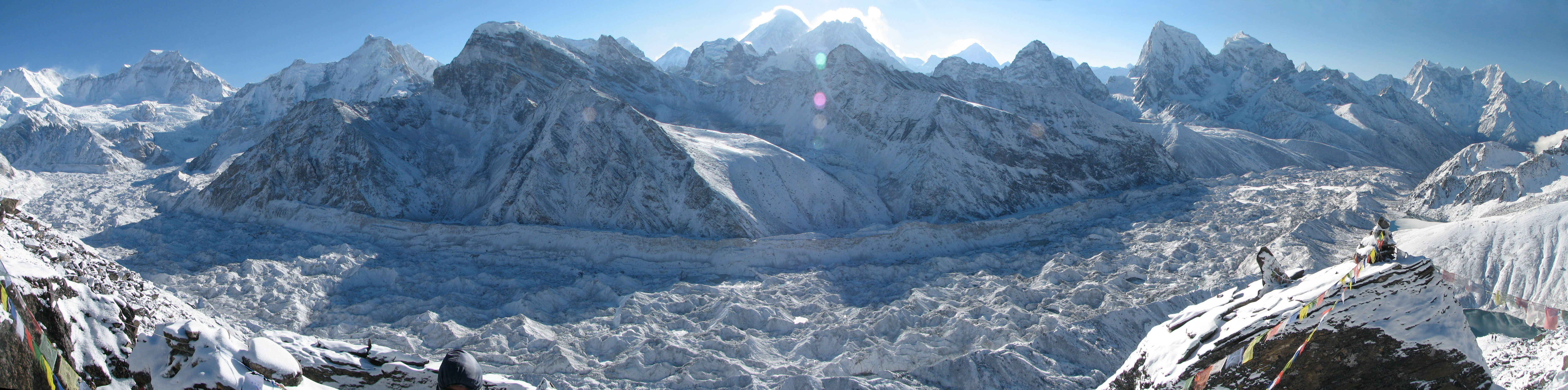
Vue panoramique sur le glacier de Ngozumpa avec l'Everest au centre, en arrière-plan, masquant un lever de soleil.

##### Arête Nord-Est

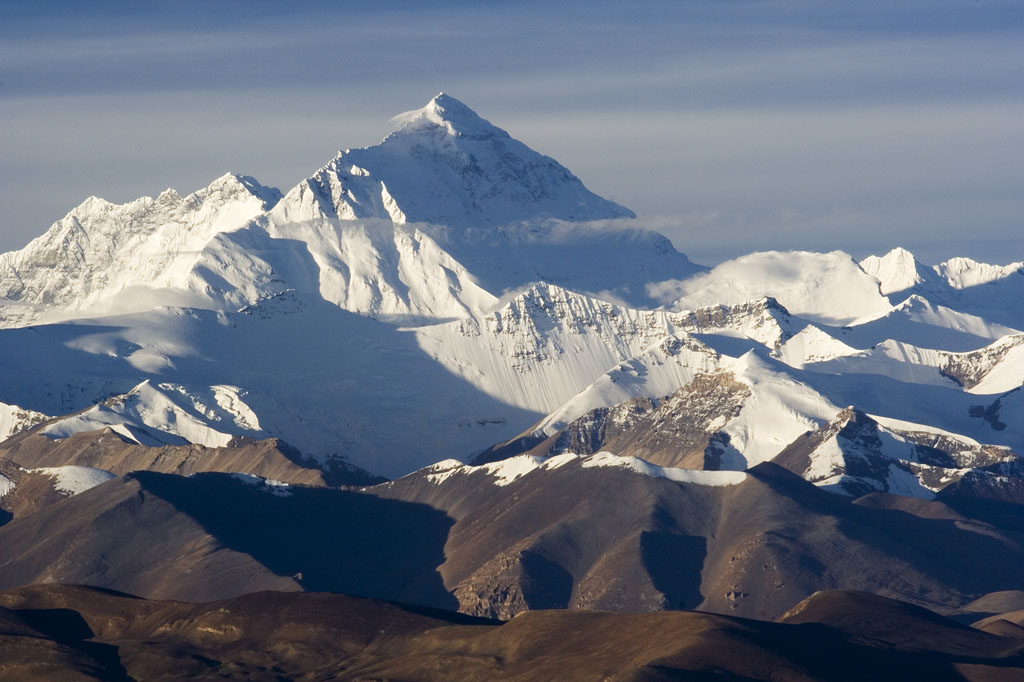
Vue de la face Nord de l'Everest depuis le Tibet.

L'ascension de l'arête Nord-Est de l'Everest commence par la face Nord du côté tibétain en Chine. Le camp de base situé à 5 180 mètres d'altitude sur la moraine du glacier du Rongbuk est accessible après un trek. Pour atteindre le camp II, les grimpeurs empruntent la moraine du glacier oriental de Rongbuk jusqu'au pied du Changtse à environ 6 100 mètres d'altitude. Le camp III (ABC — camp de base avancé) est situé sous le col Nord à 6 500 mètres d'altitude. Pour atteindre le camp IV au col Nord à 7 010 mètres d'altitude, les grimpeurs remontent le glacier au pied du col où des cordes fixes sont généralement installées. Du col Nord, les grimpeurs s'élèvent sur l'arête rocheuse Nord jusqu'au camp V à environ 7 775 mètres d'altitude. L'itinéraire emprunte la face Nord avant d'atteindre l'emplacement du camp VI à 8 230 mètres d'altitude. Du camp VI, les grimpeurs entament l'assaut final du sommet.
Les grimpeurs doivent d'abord parcourir l'itinéraire via trois bandes rocheuses connues sous les noms de « premier ressaut » de 8 500 à 8 534 mètres d'altitude, « deuxième ressaut » de 8 577 à 8 626 mètres d'altitude et « troisième ressaut » de 8 690 à 8 800 mètres d'altitude. Au-dessus, la voie remonte les pentes sommitales entre 50 et 60 degrés.

##### Face du Kangshung
Un autre itinéraire moins fréquenté et plus dangereux passe par la face est de l'Everest. Cette face rocheuse fait 3 350 mètres de dénivelé. La première ascension par cet itinéraire est réalisée en 1983 par une équipe américaine. Elle débute par une longue marche d'approche par le glacier de Kangshung. Arrivé au pied de la face Est, le grimpeur doit se préparer à affronter plus de 3 000 mètres de dénivelé de parois verglacées, exposées aux avalanches. L'isolement de cette face est tel qu'une retraite serait aléatoire. George Mallory avait d'ailleurs noté dans son carnet d'expédition : « D'autres hommes, moins sages, pourraient tenter cette face, mais clairement, ce n'est pas pour nous ».

#### Statistiques

Carte figurative de l'augmentation du flux de touristes dans la région de l'Everest entre 1980 et 2000.

Entre 1921 et 2006, plus de 14 000 alpinistes ont participé à des expéditions sur l'Everest, dont un peu plus de 6 000 Sherpas. Au 31 décembre 2018, 9 262 personnes sont parvenues au sommet depuis l'exploit d'Edmund Hillary et Tensing Norgay, dont 286 femmes. Le Népal est en tête du « palmarès » puisqu'il comptabilise 2 264 alpinistes au sommet ; il est suivi des États-Unis avec 536, de la Chine avec 299, du Royaume-Uni avec 264 et du Japon avec 169. 59 % des ascensions réussies ont lieu par le col Sud et l'arête Sud-Est contre 39 % par le col Nord et l'arête Nord-Est. Seuls 142 alpinistes sont parvenus au sommet sans assistance respiratoire. On déplore cependant 219 alpinistes décédés depuis 1922.
Le record de vitesse absolu d'une ascension, avec assistance respiratoire, est de 8 heures et 10 minutes détenu depuis le 21 mai 2004 par le Sherpa Pemba Dorjie. La plus jeune personne au sommet est un Américain de 13 ans, Jordan Romero, qui fit l'ascension en 2010 avec son père suivi, peu de temps après, d'une Népalaise âgée de 15 ans. Depuis 2008, le Japonais Yūichirō Miura est officiellement reconnu comme étant la personne la plus âgée à avoir atteint le toit du monde, à l'âge de 76 ans, malgré deux opérations du cœur, alors que le Népalais Min Bahadur Sherchan, arrivé deux jours auparavant au sommet, n'a pu prouver qu'il était âgé de 77 ans. Yūichirō Miura renouvelle son record 5 ans plus tard, en atteignant le sommet le 23 mai 2013 à l'âge de 80 ans. Tamae Watanabe devient, en mai 2002, la femme la plus âgée à gravir l'Everest, à l'âge de 63 ans. Dix ans plus tard, elle bat à nouveau ce record en gravissant l'Everest à l'âge de 73 ans.

#### Controverse

##### Pollution
Point de passage obligé de l'itinéraire classique vers le sommet, le col Sud est devenu une véritable décharge. Les expéditions y abandonnent matériel et déchets qui réapparaissent à la fonte des plaques de neige. Mandatée par le gouvernement népalais et l'UNESCO, une équipe dirigée par l'alpiniste Pierre Royer a entrepris un grand nettoyage au printemps 1993. Au mois de mai, l'expédition, avec une vingtaine de Sherpas, a redescendu huit tonnes de déchets (bouteilles d'oxygène, plastiques, verres, toiles, etc.).
Le gouvernement népalais essaye de lutter contre cette pollution : chaque expédition est désormais tenue de prouver qu'elle n'a pas abandonné son matériel, sous peine de perdre une caution de 4 000 dollars. En mars 2014, il annonce qu'à partir du mois suivant, tout alpiniste doit redescendre huit kilogrammes de déchets en plus de son propre matériel, sous peine de poursuites,.

##### Mortalité, éthique et abandon des cadavres
Green Boots est le surnom donné au cadavre non identifié d'un alpiniste devenu un repère funèbre pour les expéditions s'attaquant à l'Everest. Il s'agit d'un homme mort probablement lors de la tempête de 1996 ou au début des années 2000. Sa dépouille, abandonnée sur le terrain, est devenue le symbole du manque de solidarité qui sévit parfois dans le milieu de l'alpinisme.
En 2006, David Sharp meurt lors de l'ascension de l'Everest. Alors qu'il est en difficulté, il est ignoré par une quarantaine de grimpeurs qui choisissent de poursuivre leur ascension, ce qui provoque une polémique sur l'éthique des grimpeurs et qui perdure en 2012, les alpinistes progressant au milieu de cadavres d'expéditions précédentes voire d'alpinistes mourants. L'abandon de David Sharp est vivement critiqué par Edmund Hillary. Environ cent cinquante cadavres parsèment les pentes sommitales, la plupart sur les voies d'accès, et selon Mike Dillon, un cinéaste australien, toutes les personnes ayant atteint le sommet par la voie nord en 2006 ont déclaré en avoir vu. En 2010, quand a lieu une expédition d'enlèvement des cadavres, l'organisateur commente l'abandon de Sharp comme « allant à l'encontre de toutes les valeurs de l'alpinisme ».
En 2012, victime de son succès et des systèmes de routage météo qui permettent d'anticiper de plusieurs jours les créneaux de beau temps, l'ascension de l'Everest est parfois la scène d'encombrements, jusqu'à deux cents alpinistes faisant la queue pendant des heures pour pouvoir gravir la partie terminale avant le sommet, attente fatale à plusieurs alpinistes dans la « zone de mort ». L'État népalais impose à tout étranger, pour escalader chaque haute montagne, une « autorisation de sommet », sorte de permis d'ascension coûtant 18 000 euros en 2014 et autorise une trentaine d'expéditions, soit plus de sept cents personnes. Les tarifs pour l'ascension peuvent atteindre les 200 000 dollars avec des grimpeurs de moins en moins expérimentés. Les alpinistes doivent toujours enjamber des corps lors de l'ascension. En 2013, les cadavres sont décrits comme « balisant » l'itinéraire le plus utilisé. Fin mai 2019, le nombre de grimpeurs essayant d’atteindre le sommet au cours de la même journée crée un bouchon qui provoque la mort de plusieurs alpinistes.
En 2014, au moins treize sherpas meurent dans le plus grand accident survenu sur l'Everest depuis la saison d'alpinisme 1996. Les avalanches provoquées par le séisme du 25 avril 2015 font à nouveau de nombreuses victimes parmi les alpinistes étrangers et les sherpas.

### Protection environnementale
Le versant népalais de l'Everest est classé depuis le 19 juillet 1976 au sein du parc national de Sagarmatha qui s'étend sur 114 800 hectares, recouvrant une grande partie de la région de Khumbu, au nord-est du pays. 69 % de la superficie du parc se situe au-dessus de 5 000 mètres d'altitude et s'avère pratiquement stérile. Le reste est constitué de 28 % de prairies d'altitude et de 3 % de forêts, constituant six des onze biotopes identifiés au Népal. Le parc a été inscrit sur la liste du patrimoine mondial de l'UNESCO en 1979.
La réserve naturelle du Qomolangma est une réserve de biosphère située en Chine sur la partie septentrionale de l'Everest. L'once ou léopard des neiges est l'emblème de la réserve naturelle du Qomolangma.

## Dans la culture
Dans une chanson intitulée simplement Everest, Ani DiFranco oppose la profondeur du Pacifique à la hauteur de la montagne et Cliff Richard affirme dans Climbing Up Mount Everest que l'escalader est comme de ramper inconscient jusqu'à Memphis ou de creuser un trou jusqu'en Chine pour découvrir que l'être aimé ne vous aime plus.
L'auteur-compositeur-interprète Fabien Martin a sorti en 2003 un album et une chanson intitulés Ever Everest.
Pour le cœur le visage

Parfois j'envisage

Un paysage

Ever Everest

Rien n' s'efface

Les nuits passent

Et les rêves restent
En 2013, le groupe de musique belge Girls in Hawaii a sorti un album qui s'intitule Everest et dans lequel se trouve Mallory's height, une chanson évoquant l'histoire de George Mallory.
L'aventure funeste de George Mallory et Andrew Irvine a inspiré plusieurs œuvres (Mallory & Irvine - À la recherche des fantômes de l'Everest), certaines plus romancées. Ainsi la fiction Le Sommet des dieux est un manga qui raconte la découverte, par un photographe et alpiniste japonais, de l'appareil photographique de Mallory ; le héros espère ainsi résoudre le doute concernant l'arrivée au sommet de George Mallory et Andrew Irvine au cours de leur ascension en 1924.
L'expédition qui a vaincu le sommet en 1953 a également fait l'objet d'un livre d'Edmund Hillary, Au sommet de l'Everest : Il y a 50 ans l'Everest, l'expédition qui a vaincu le toit du monde, ainsi qu'un documentaire titré La Conquête de l'Everest sorti en 1954.
D'autres alpinistes ont depuis livré leur propre expérience. Les événements de la saison d'alpinisme 1996 sur l'Everest ont motivé plusieurs récits de la part des rescapés et inspiré de nombreuses adaptations bibliographiques et cinématographiques, souvent adaptées de ces témoignages : Mort sur le toit du monde et Everest sont ainsi tirés du livre autobiographique de Jon Krakauer, Tragédie à l'Everest.
Les Enfants de l'Everest, de National Geographic, fait un tour d'horizon des exploits accomplis vers le sommet.
Everest Ascent est un jeu vidéo d'aventure sorti en 1983 dont le but était d'atteindre le sommet en moins de vingt jours en gérant correctement ses ressources pour conserver ses Sherpas.
Il apparaît aussi dans le film 2012. Les arches manquent d'entrer en collision avec sa face Nord.
Dans le film français L'Ascension, tiré d'une histoire vraie, Samy Diakhaté gravit l'Everest sans aucune expérience.
En 2024, le documentaire Kaizen retrace l'ascension du vidéaste web français Inoxtag.